# Hollywood Walk of Fame
A Hollywood Walk of Fame (magyarul: Hollywoodi hírességek sétánya) a szórakoztatóipar hírességeinek nevét megörökítő utcaszakaszok, pontosabban az ott található, csillagdíszítéses járdák gyűjtőneve Los Angeles Hollywood negyedében. A sétány központja a kelet–nyugati irányú Hollywood Boulevard és az északról délre futó Vine Street kereszteződése. A kereszteződéstől kiindulva, a két utcán a négy égtáj felé húzódnak helyenként az utca mindkét oldalán a csillagos burkolólapokkal dekorált járdák.
A sétányon már több mint 2700 név szerepel, ami időről időre bővül. Ha egy híresség jelentőset alkotott a szórakoztatóiparban, csillagot kaphat a sétányon. Egy személy akár több csillagot is kaphat. A sétányon 19 magyar személynek van csillaga, például Lugosi Bélának és Bánky Vilmának is. A térkövek mellett a sétány részét képezi a végén található Hollywood and La Brea Gateway szobor is, mely a szórakoztatóiparban dolgozó nők sokszínűségét hirdeti.
A sétány kezelője a Hollywoodi Kereskedelmi Kamara, az ő tulajdonukban van a védjegy is, az üzemeltetését az önfinanszírozó Hollywoodi Történelmi Társaság (Hollywood Historic Trust) végzi. Népszerű turista-látványosság, 2010-ben mintegy tízmillió látogatója volt.
A terrazzóból és sárgarézből készült, hírességeket jelképező térkövek ötlete 1953-ban született meg és 1958-ban kezdték meg a sétány kialakítását. 1960. február 8-án avatták fel. Az 1960-as és 70-es években a stagnáló gazdaság miatt Hollywood elnéptelenedett, a csillagok átvételére pedig egyre nehezebb volt rávenni a hírességeket. Miután az 1980-as években a negyed újra felélénkült, a sétány is egyre népszerűbbé vált. 1984-ben új kategóriaként került be a színházi előadóművészet, majd 2023-ban a sport-szórakoztatás. 
A fenntartó komoly helyreállítási munkálatokat végez, a csillagok karbantartása idő- és pénzigényes folyamat. Los Angeles egy átfogó tervet is kidolgozott, amely alapján a jövőben a területet sétálóutcákká alakítanák.

## Leírása

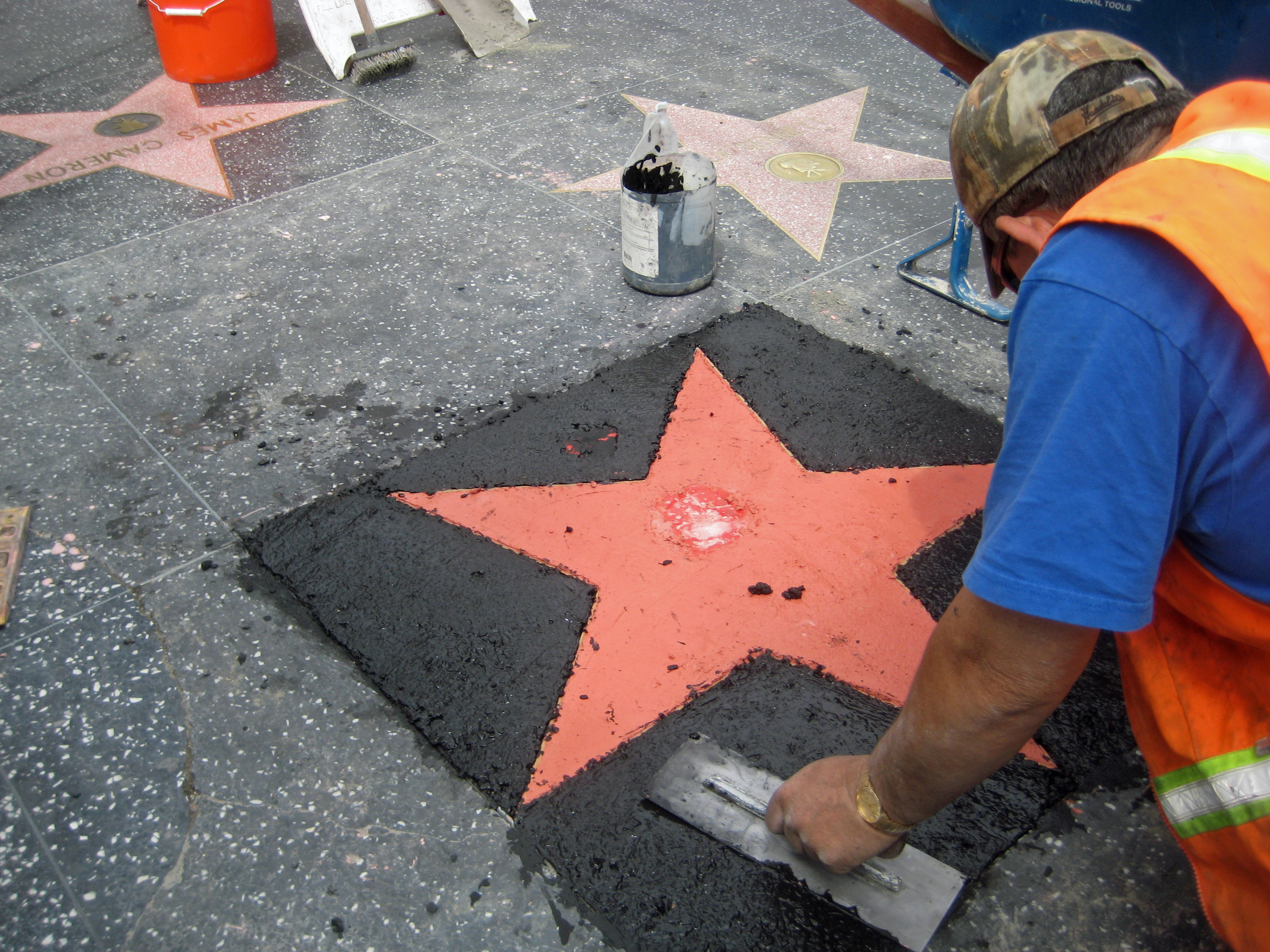
Így készülnek a terrazzo csillagok

A sétány a Hollywood Boulevardon keletről nyugatra mintegy 2,1 km-en húzódik, a Gower Streettől a La Brea Avenue-nál található Hollywood and La Brea Gatewayig, valamint egy rövid szakaszon a Marshfield Way-en, és egy 0,64 km-es szakaszon észak-déli irányban a Vine Streeten. A sétány fontos szerepet játszik a Los Angeles megyei turizmusban, több látogatót vonz mint a környék más látnivalói összesen.

### Kategorizálás
2023-ban a Walk of Fame-en 2752 csillag volt, melyeket 1,8 méterenként tettek le. Az ötágú csillagok korallszínű, simára csiszolt műkőburkolatból (terrazzo) állnak, sárgaréz csík övezi őket (sok forrásban rosszul bronzként szerepel), és fekete műkőlapba vannak helyezve. A díjazott neve sárgaréz betűkkel szerepel a lapon a csillag felett. A csillag alatt egy szintén sárgaréz embléma jelzi, hogy milyen kategóriában díjazták az illetőt.
A kategóriák:
- Filmkamera, a filmiparon belüli díjazottaknak (ez a leggyakoribb)
- Televízió, amely a TV-iparban nyújtott teljesítményért jár
- Hanglemez, a zenei 'nagyoknak'
- Rádiós mikrofon, a rádiózásban kitüntetetteknek
- Szomorú-vidám maszkegyüttes, a színház világán belüli nyerteseknek
- Trófea, a sport-szórakoztatóipar hírességeinek

A csillagok mintegy 47%-át filmipari hírességek kapták, 24%-át televíziós hírességek, 17%-át zeneipari sztárok, 10%-át a rádiózásban kitüntetettek, kevesebb mint 2% tulajdonosai dolgoznak a színház világában és kevesebb mint 1% a sport-szórakoztatóiparban. Átlagosan húsz új csillag kerül fel a sétányra évente.

### A csillagok elhelyezkedése

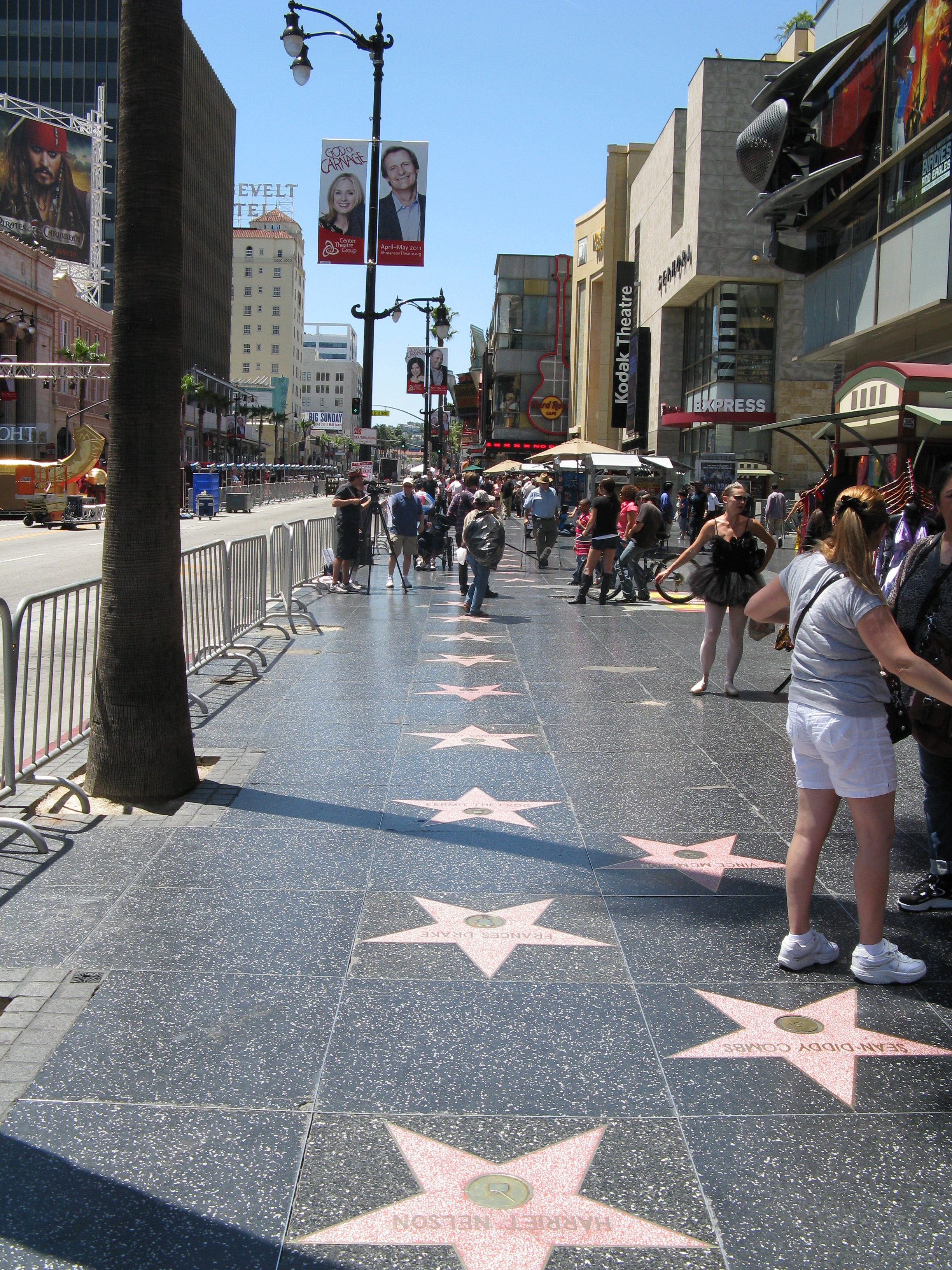
A Walk of Fame egy szakasza

A csillagok elhelyezkedése általában véletlenszerű, de léteznek kivételek. Mike Myers csillaga például az International Love Boutique erotikabolt előtt található, ami a színész Austin Powers-szerepére utalás; Roger Moore és Daniel Craig csillaga a Hollywood Boulevard 7007 alatt található, utalásként a James Bond-szerepeikre. Ed O’Neill, az Egy rém rendes család főszereplőjének csillaga egy cipőbolt előtt helyezkedik el, ami a szereplő foglalkozását idézi fel. A Dead End Kidsként ismert színészeknek dedikált csillag pedig a LaBrea és a Hollywood Boulevard sarkán kapott helyett.
A díjazottak kérhetik, hogy a csillaguk bizonyos helyre kerüljön, de a végső döntés a kamaráé. Jay Leno például azt kérte, hogy a csillaga a Hollywood Blvd. és a Highland Ave. sarkánál legyen elhelyezve, mert amikor Hollywoodba érkezett, kétszer is itt tartóztatta le a rendőrség minősített csavargás miatt (bár sosem vádolták meg). George Carlin a KDAY rádióállomás előtti helyet választotta, mivel itt lett országosan ismert. Lin-Manuel Miranda a Pantages Theatre előtti szakaszt választotta, ahol az In The Heights és a Hamilton című musicaljeit játszották.
Carol Burnett 1986-os memoárjában magyarázta meg választását: Alfred Hitchcock Idegenek a vonaton című filmjének 1951-es bemutatója alatt a történelmi Warner Brothers Színházban (ma Hollywood Pacific Theatre) jegyszedőként dolgozott, és azt tanácsolta egy párnak, akik a vetítés utolsó perceiben érkeztek, hogy várják meg a következő vetítést, hogy ne spoilerezzék el maguknak a befejezést. A mozi igazgatója „engedetlenség” miatt azonnal kirúgta, és megalázta azzal, hogy a mozi előterében levette a vállpántokat az egyenruhájáról. Huszonhat évvel később Burnett kérésére a csillagát a Hollywood és a Wilcox sarkán helyezték el, a színház előtt.

### Alternatív csillagok

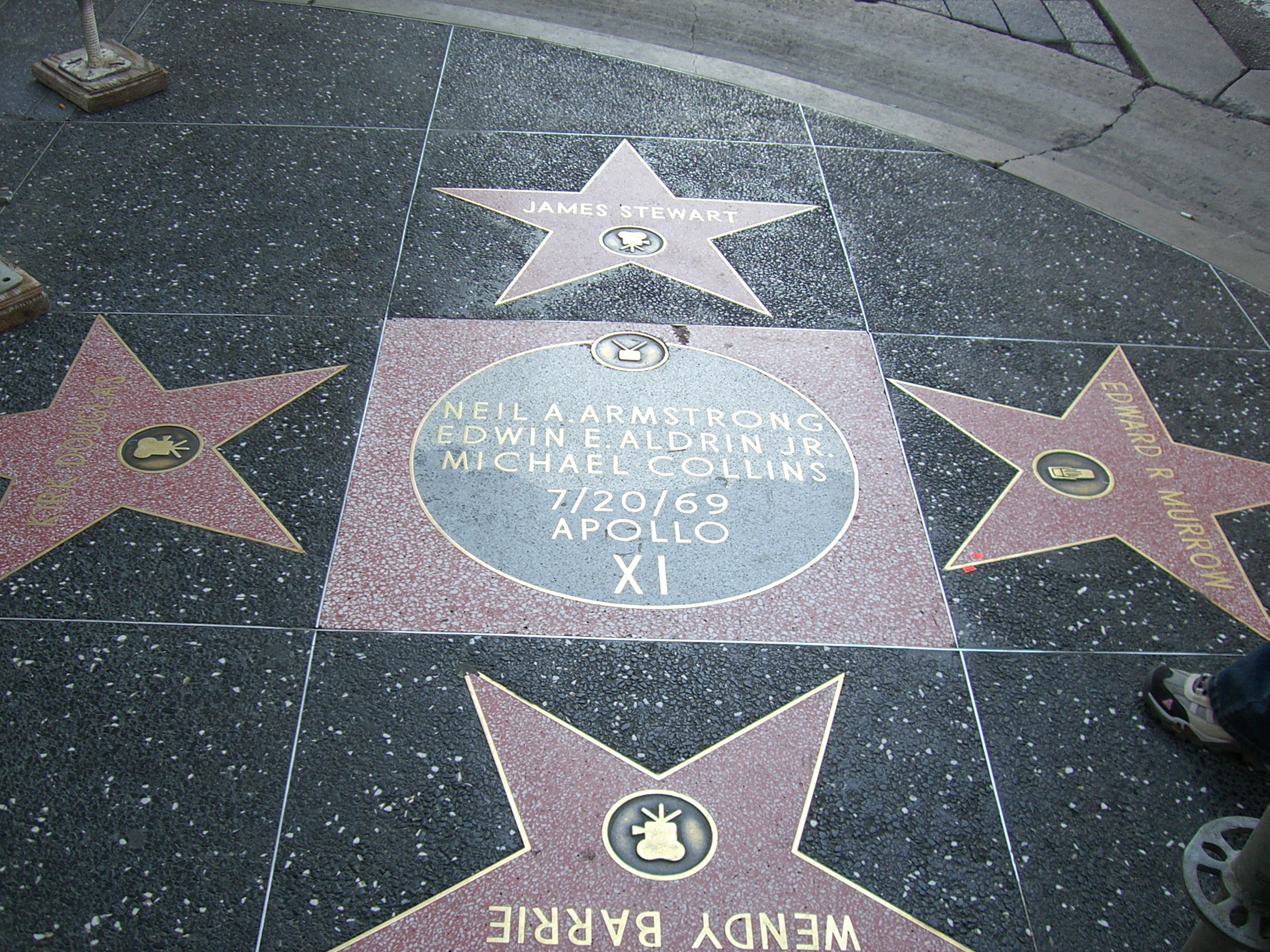
Az Apollo–11-nek dedikált térkövek egyike

A különleges kategóriájú csillagok vállalatok, szolgáltató szervezetek és különleges kitüntetettek különböző hozzájárulásait ismerik el, és a kitüntetettekre jellemző emblémákat jelenítenek meg. Például Los Angeles korábbi polgármestere, Tom Bradley csillaga a város pecsétjét ábrázolja; a Los Angeles-i rendőrség (LAPD) csillagának emblémája a hollywoodi körzet jelvényének másolata; a vállalatok csillagai, mint például a Victoria's Secret vagy a Los Angeles Dodgers, az adott vállalat logóját szerepeltetik. A Friends of the Walk of Fame („A hírességek sétányának barátai”) emlékművek fekete terrazzo négyzetek, amelyeket miniatűr rózsaszín terrazzo csillagok szegélyeznek. Ezeken az öt standard kategóriájú embléma látható, a szponzor vállalati logójával együtt, a szponzor nevével és hozzájárulásával, sárgaréz betűkkel. A különleges csillagokat és emlékműveket a Hollywoodi Kereskedelmi Kamara vagy a Hollywoodi Történelmi Társaság ítéli oda, de nem részei a tulajdonképpeni hírességek sétányának, és a közelben, magánterületen találhatók.
Az Apollo–11 holdraszállást megörökítő emlékmű különleges formájú, a Hollywood Blvd. és Vine St. kereszteződésének négy sarkán négy egyforma, kör alakú holdat helyeztek el, amelyeken a három űrhajós (Neil A. Armstrong, Edwin E. Aldrin Jr. és Michael Collins) neve, az első holdraszállás dátuma („7/20/69”) és az „Apollo XI" felirat szerepel.

## Története

### Eredete

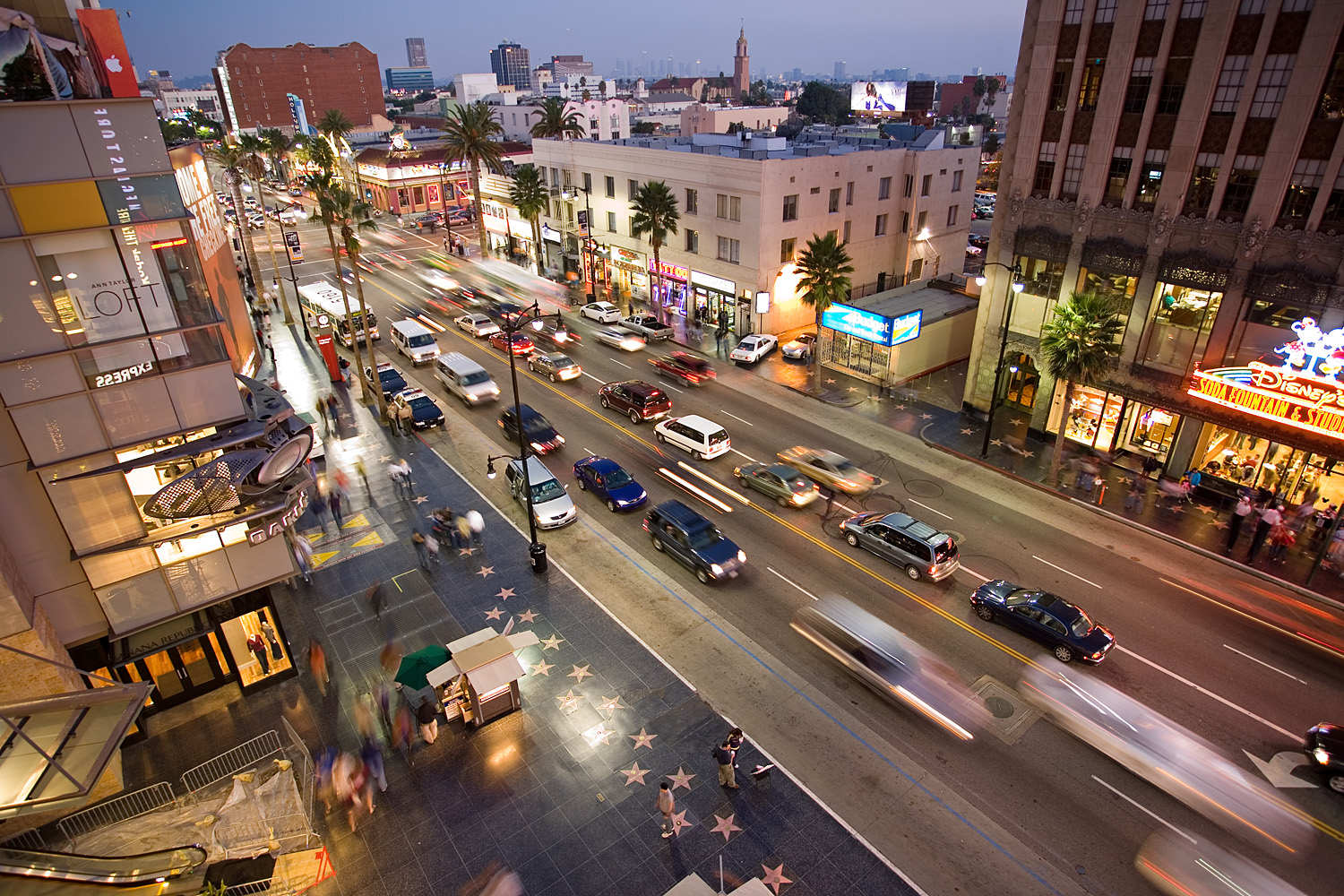
A Hírességek sétánya a Hollywood Boulevard 6800-as tömbjénél, előtérben a Dolby Theatre-rel és a Hollywood Boulevard és a Highland Avenue kereszteződésével

A Hollywoodi Kereskedelmi Kamara szerint önkéntes elnökük, E.M. Stuart állt elő az ötlettel 1953-ban. Stuart állítólag azért javasolta a sétányt, hogy „megőrizzék egy olyan közösség dicsőségét, amelynek neve a világ négy sarkában csillogást és izgalmat jelent”. Harry Sugarmant, egy másik kamarai tagot és a Hollywood Improvement Association (Hollywoodi Fejlesztő Egyesület) elnökét egy független beszámolóban nevezték meg az ötlet gazdájaként. Az ötlet kidolgozásához egy bizottság jött létre, és egy építészirodát bíztak meg a konkrét javaslatok kidolgozásával. 1955-re megegyeztek az alapkoncepcióban és az általános tervekben, melyeket bemutattak a városi tanácsnak.
A csillag koncepciójának eredetéről többféle elmélet is létezik. Az egyik szerint a történelmi Hollywood Hotelben – amely több mint 50 évig állt a Hollywood Boulevard-on, azon a helyen, ahol ma az Ovation Hollywood komplexum és a Dolby (korábban Kodak) Theatre áll – az étkező mennyezetén csillagok voltak láthatóak a legnagyobb hírességek által látogatott asztalok felett, és ez szolgálhatott korai inspirációként. Egy másik beszámoló szerint a csillagokat a Harry M. Sugarman vezette „Tropics étterem italmenüje ihlette, amely aranycsillagokkal keretezett hírességek fényképeit tartalmazta”.
1956-ban elkészült egy prototípus, melyen egy elképzelt díjazott (egyes beszámolók szerint John Wayne) karikatúrája szerepelt egy barna háttérbe illesztett kék csillagban. Azonban a karikatúrák beszerzése és sárgarézbe öntése az akkori technológiával túl drága és nehézkes lett volna. A kék-barna színkombinációt a „Mr. Hollywoodként” ismert Charles E. Toberman ingatlanfejlesztő vétózta meg, mert nem illett ahhoz az épülethez, amelyet épp a Hollywood Boulevard-on épített.

### Kiválasztás és létrehozás
1956 márciusára véglegessé vált a faszénfekete alapon korall dizájn. 1956 tavasza és 1957 ősze között 1558 kitüntetettet választottak ki a bizottságok, melyek a filmipart, a televíziózást, a zeneipart és a rádiózást képviselték. A bizottságok a Brown Derby étteremben üléseztek, és olyan prominens tagjaik is voltak, mint Cecil B. DeMille, Samuel Goldwyn, Jesse L. Lasky, Walt Disney, Hal Roach, Mack Sennett vagy Walter Lantz.
A hangfelvételek bizottsága eredetileg azt szerette volna, ha a díjazás minimum feltétele egymillió eladott lemez vagy 250 000 eladott album lett volna a zenei kategóriában jelöltek esetében. Hamar rájöttek, hogy ebben az esetben számos fontos művész nem kapna csillagot a sétányon. Ennek eredményeképp jött létre a Hangrögzítő Művészetek és Tudományok Nemzeti Akadémiája, majd osztották ki az első Grammy-díjakat 1959-ben.

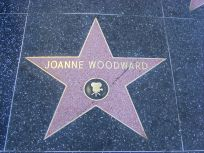
Joanne Woodward csillaga a hiedelem ellenére nem az első volt

1958-ban megkezdődött a sétány kialakítása, de két per is hátráltatta a befejezését. Az első pert a helyi ingatlantulajdonosok indították, akik vitatták a rájuk kivetett 1,25 millió dolláros (2022-ben 13 millió dollárnak megfelelő) adókivetés jogszerűségét, amelyet a sétány, valamint az új közvilágítás és fák telepítésének költségeire vetettek ki. 1959 októberében az adókivetést jogszerűnek ítélték. A második pert Charles Chaplin Jr. indította, kártérítést követelve apja kizárása miatt, akinek jelölését több oldalról érkező nyomás okán visszavonták (lásd: A Chaplin-fiaskó). Chaplin keresetét 1960-ban elutasították, megnyitva az utat a projekt befejezéséhez.
Általában úgy tartják, az első csillag Joanne Woodwardé volt, valószínűleg azért, mert ő volt az első, akit lefényképeztek vele. Az eredeti csillagokat folyamatosan helyezték le, nem voltak egyéni ceremóniák. Woordward neve az egyike volt annak a nyolc névnek, akiket találomra sorsoltak ki az 1558-ból, hogy prototípus-csillagokat készítsenek, míg a perek hátráltatták a végleges építkezést.
A nyolc prototípust ideiglenesen a Hollywood Boulevard és a Highland Avenue északnyugati sarkán helyezték el, hogy médiafigyelmet generáljanak és bemutassák, hogyan is fog kinézni a sétány. A másik hét név Olive Borden, Ronald Colman, Louise Fazenda, Preston Foster, Burt Lancaster, Edward Sedgwick és Ernest Torrence volt. A hivatalos felavatásra 1960. február 8-án került sor. 1960. március 28-án elhelyezték az első csillagot a végleges helyén, a Hollywood és a Gower kereszteződésénél – ez pedig Stanley Kramer csillaga volt.

### Stagnálás és újjáéledés

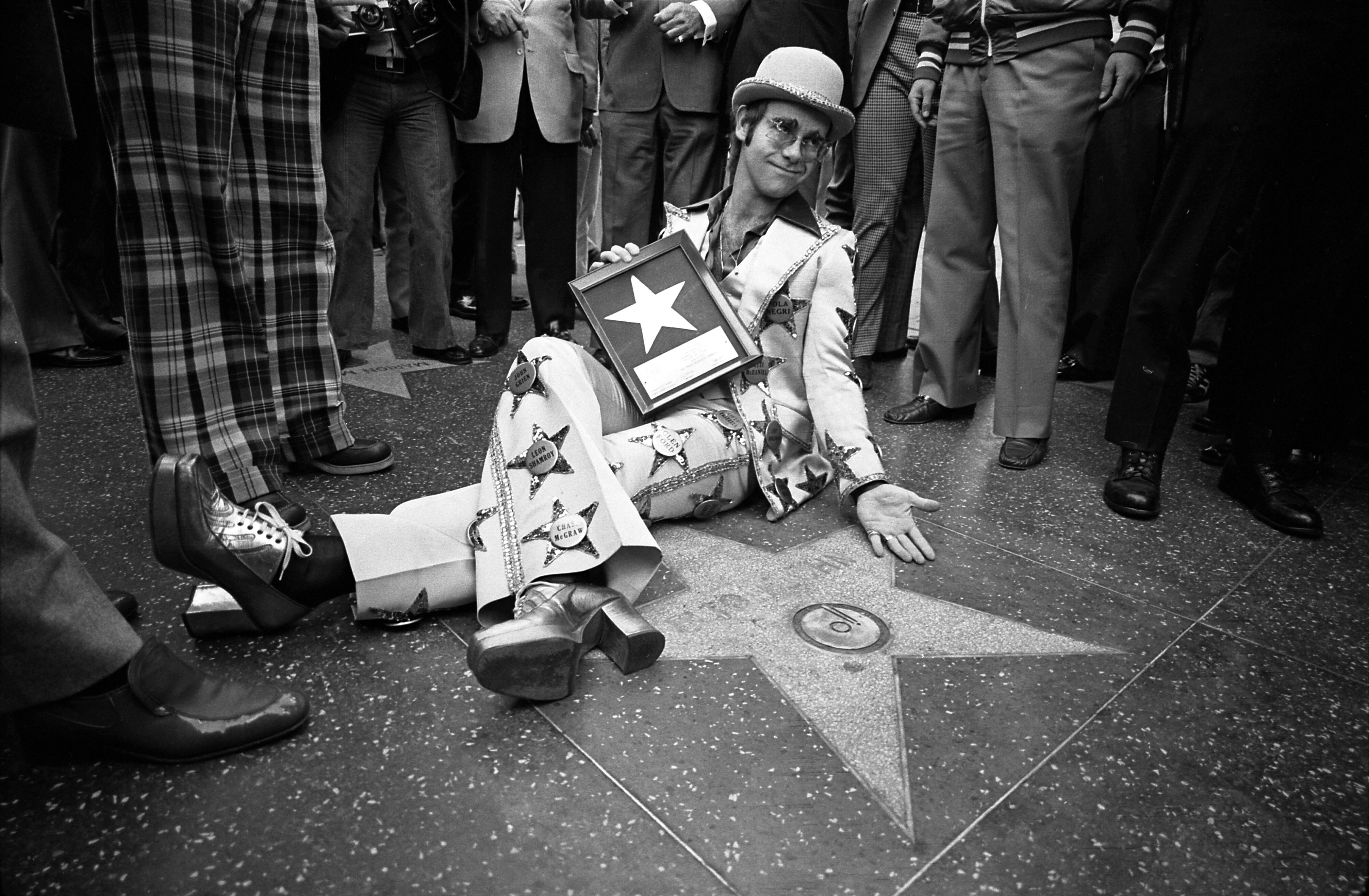
Elton John a csillagával 1975-ben

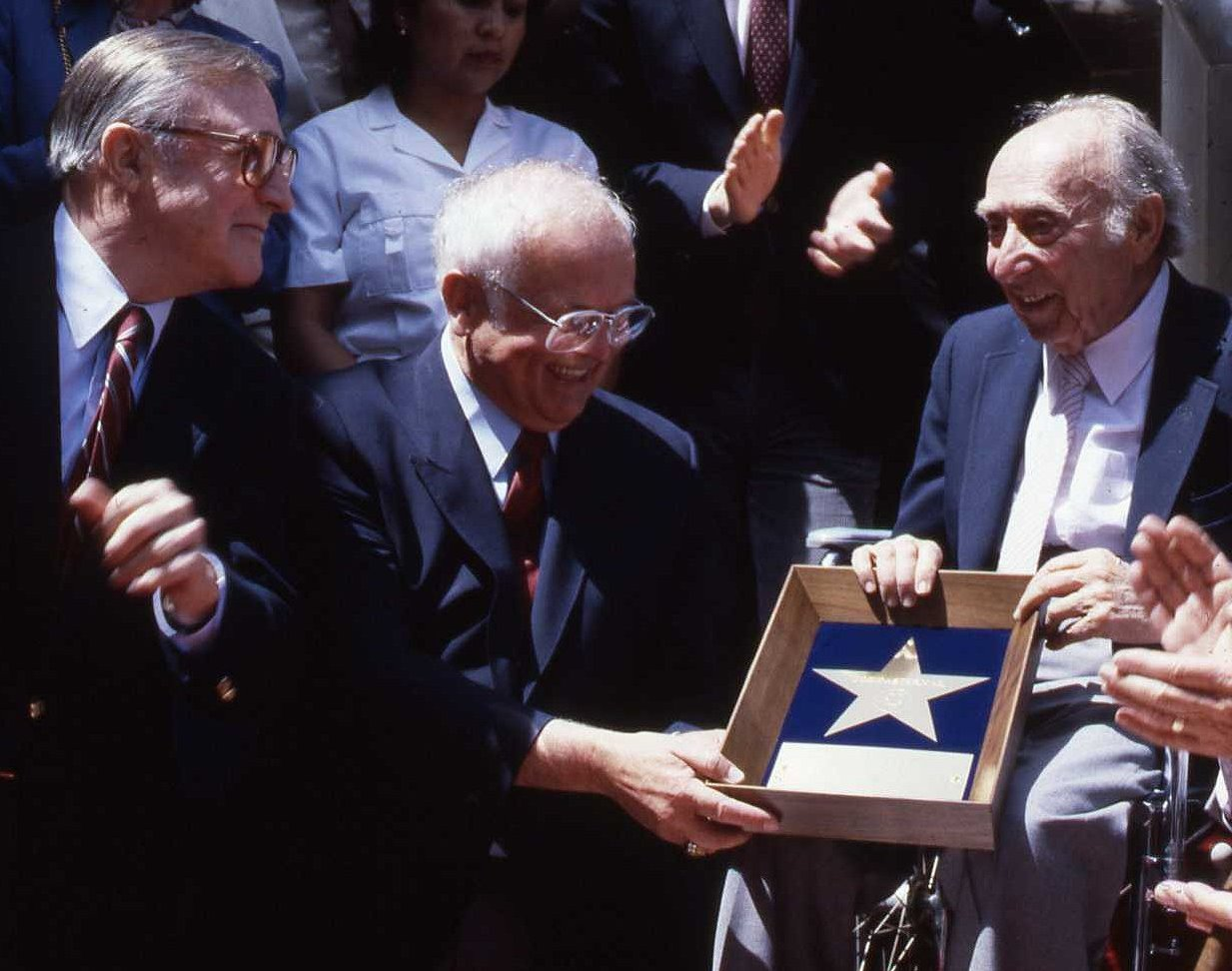
Johnny Grant (középen) 1991-ben a Joe Pasternaknak (jobbra) szentelt átadási ceremónián. A bal oldalon Gene Kelly áll

Bár a sétány ötlete eredetileg részben azért született, hogy elősegítse a Hollywood Boulevard megújítását, az 1960-as és 70-es években elhúzódó várospusztulás jellemezte a hollywoodi negyedet, a lakosság a közeli külvárosokba költözött. Miután az első 1500 csillagot elhelyezték, nyolc év telt el a következő csillag lerakásáig. 1962-ben a városi tanács a Hollywoodi Kereskedelmi Kamarát bízta meg azzal, hogy „tanácsot adjon” a városnak a sétánnyal kapcsolatosan, a kamara pedig hat évig dolgozott az új szabályzaton és a finanszírozási módokon. 1968 decemberében Richard D. Zanuck csillagával bővült a sétány. 1978 júliusában a város történelmi-kulturális emlékműnek nyilvánította a sétányt.
Általában a rádiós személyiség, tévéproducer és kamaratag Johnny Grantnek tulajdonítják azokat a változtatásokat, amelyek segítségével a sétány újjáéledt és jelentős turista-látványossággá vált. 1968-tól kezdődően Grant bevezette a szabályt, miszerint a díjazottnak meg kell jelennie a csillaga felavatásán, ezzel stimulálva a médiamegjelenéseket és a nemzetközi sajtóban megjelent cikkeket is. Grant később úgy emlékezett, hogy nehéz volt rávenni a hírességeket, hogy elmenjenek az átadásra, mielőtt a negyed újra fejlődésnek nem indult az 1980-as években.
1980-ban Grant bevezetett egy 2500 dolláros díjat, melyet a hírességet nevező személynek vagy szervezetnek kell fizetnie. A díj célja a sétánnyal kapcsolatos fenntartási költségek fedezése volt, hogy minimalizálják az adófizetőkre háruló terhet. A díj összege idővel emelkedett, 2002-ben 15 000 dollár volt, 2012-ben pedig 30 000 dollár. 2023-ban a díj 75 000 dollár volt, körülbelül az eredeti díj inflációhoz igazított összegének kilencszerese.
Grant maga is kapott csillagot televíziós munkásságáért 1980-ban. 2002-ben egy különleges csillagot is neki ítéltek, a sétány népszerűsítéséért és fejlesztéséért végzett munkája okán. A kiválasztó bizottság elnökeként is funkcionált, valamint a tiszteletbeli „Hollywood polgármestere” címet is megkapta. 1980-tól 2008-ban bekövetkezett haláláig töltötte be ezeket a pozíciókat. Ez alatt az idő alatt a legtöbb átadási ceremóniát maga vezényelte le. Különleges csillagán Hollywood stilizált „címere” szerepel, a csillag maga a Dolby Theatre bejáratánál kapott helyet, a róla elnevezett Johnny Grant utca szomszédságában.

### Bővülés

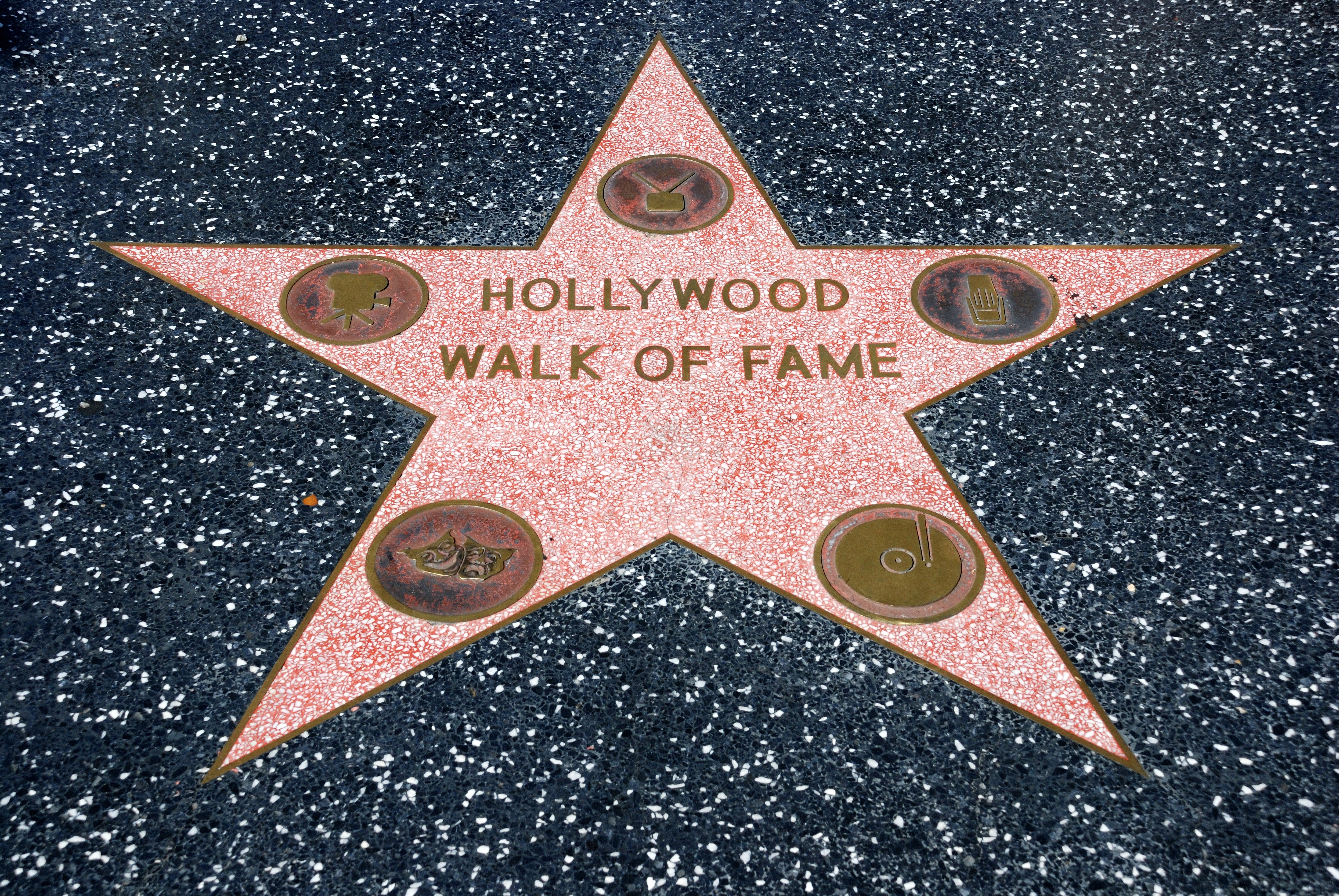
A Walk of Fame csillag

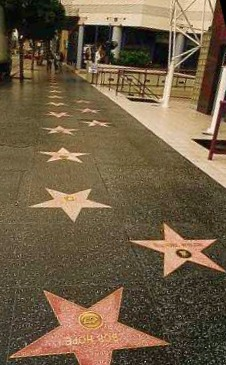
Váltakozó csillagok a Hollywood Boulevard 7000 címen; az északi oldalon nyugat felé

1984-ben új kategóriaként került be a színházi előadóművészet, a sétányon pedig egy második sort is kialakítottak, hogy a csillagokat váltakozva helyezhessék le.
1994-ben a sétányt kibővítették a Hollywood Boulevard-on nyugati irányban, a Sycamore Avenue-tól a North LaBrea Avenue-ig (valamint a Marshfield Way egy rövid szakaszán, amely összeköti Hollywoodot és La Breát), ahol most a Four Ladies of Hollywood (Hollywood négy hölgye) ezüstpavilonnál és a különleges „Walk of Fame” csillagnál ér véget. Ugyanebben az évben Sophia Loren kapta a kétezredik csillagot.
A Los Angeles-i metróhálózat 1996-os építésekor a megyei közlekedési hatóság átmenetileg felszedett több mint 300 csillagot. A hatóság azt javasolta, hogy költséghatékonyabb, ha a csillagok terrazzo alapját légkalapáccsal feltörik és csak a sárgaréz betűket, kereteket és a medálokat hagyják meg, majd a metróalagút befejezését követően új terrazzo alapot öntenek nekik. A helyi örökségvédelmi bizottság azonban úgy döntött, a csillagokat tartalmazó terrazzo négyzeteket sértetlenül kell kiemelni a járdából.
2023-ban bevezettek egy hatodik kategóriát is, a sport-szórakoztatást, mellyel a sportolók szórakoztatóipari teljesítményét díjazzák.

### Helyreállítás

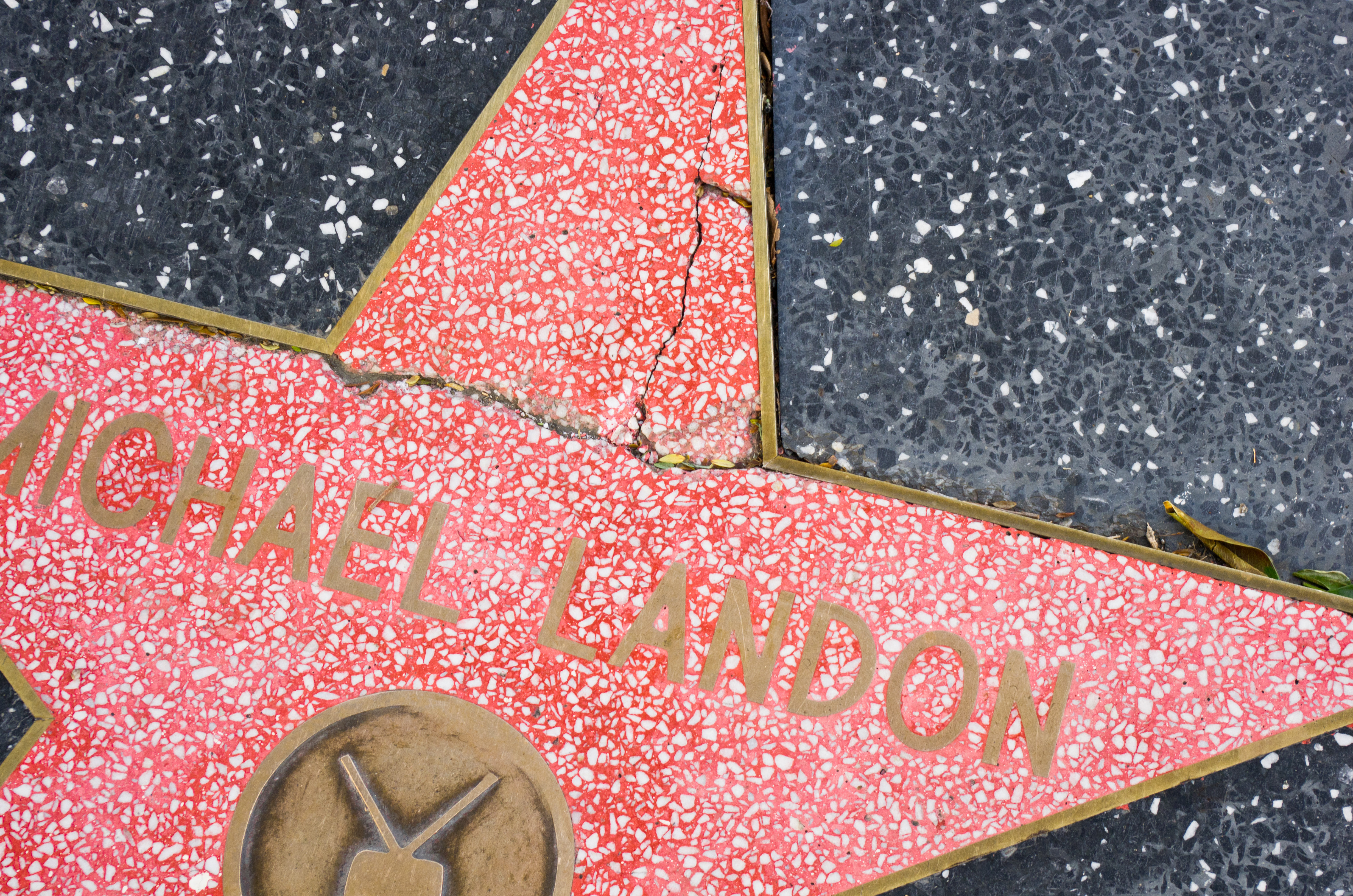
Michael Landon kissé törött csillaga

2008-ban hosszú távú helyreállítási munkálatok kezdődtek, első lépésként a 2365 csillag mindegyikét értékelték az állapota alapján, A, B, C, D vagy F betűkkel. A legrosszabb állapotot jelző F betűt Joan Collins, Peter Frampton, Dick Van Patten, Paul Douglas, Andrew L. Stone, Willard Waterman, Richard Boleslawski, Ellen Drew, Frank Crumit és Bobby Sherwood csillaga kapta. 50 további csillag kapott D besorolást. A kár időjárás okozta kisebb kozmetikai hibáktól egészen a mély repedésekig és lyukakig terjedt; utóbbiak akár a járókelőkre is veszélyt jelenthettek. Legalább 778 csillag helyreállítására készült terv, mintegy négymillió dolláros becsült költséggel.
A helyreállítás a Hollywoodi Kereskedelmi Kamara és különböző Los Angeles-i városi és megyei kormányzati hivatalok, valamint a sétány alatt futó B metróvonalat üzemeltető MTA együttműködésében valósul meg, mivel részben a metróvonal jelenléte miatti földmozgások felelősek a károkért. A járdalapok felújítása folyamatosan zajló projekt.
A projekt részleges finanszírozásához vállalati szponzorokat is kerestek, így jött létre a Friends of Walk of Fame (A Hírességek sétányának barátai) program, amelynek keretében az adományozó vállalatok a Dolby Theatre előtt, a sétány közelében tiszteletbeli táblákat kapnak. Alana Semuels, a Los Angeles Times újságírója szerint a lépés csupán „a legújabb vállalati kísérlet arra, hogy jó hírverést vegyenek maguknak”, és idézett egy márkastratégát, aki azt mondta: „azt hiszem, Johnny Grant forogna a sírjában”.
Los Angeles városa tervbe vett egy új projektet is „Hollywood szíve átfogó terv” néven, mely szerint lezárnák a Hollywood Boulevard-t és gyalogos zónát alakítanának ki a La Brea Avenue-tól a Highland Avenue-ig. Az okok között szerepel, hogy a turizmus, a heti mozipremierek, és a díjkiosztók miatt megnőtt a gyalogos forgalom a környéken. Például az Oscar-gála idején tíz napig tartanak a lezárások.
2019 júniusában a város megbízta a Gensler építészirodát, hogy dolgozzon ki egy átfogó tervet egy négymillió dolláros átalakításhoz, amely során felülvizsgálnák a sétánnyal kapcsolatos utcatervet. Mitch O’Farrell, Los Angeles egyik tanácsosa 2020 januárjában tette közzé a Gensler és a Studio-MLA által készített főterv tervezetét. A terv a járdák kiszélesítését, kerékpársávok hozzáadását, új parkosításokat, járdaszéli éttermi kiülőket javasolt, valamint a gépkocsiforgalom sávjainak és az utcai parkolásnak a megszüntetését a körút keleti végén lévő Pantages Theatre (Gower Street) és a nyugati végén található Emerson Theatre (La Brea Avenue) között. A jóváhagyott első szakasz magában foglalja az Orange Drive és a Gower Street közötti parkolósávok megszüntetését; járdaszélesítés után padokat, asztalokat és székeket helyeznének ki. A második fázis 2024-re van tervezve, és a körút kétsávosra szűkítését, árnyékoló fákkal történő tereprendezést, valamint öt, art déco stílusú utcakövekből és kioszkokból álló nyilvános teret foglal magában. A több millió dolláros fejlesztés finanszíroztatása folyamatban van, a projektet 2026-ra tervezik befejezni.

## A jelölés folyamata

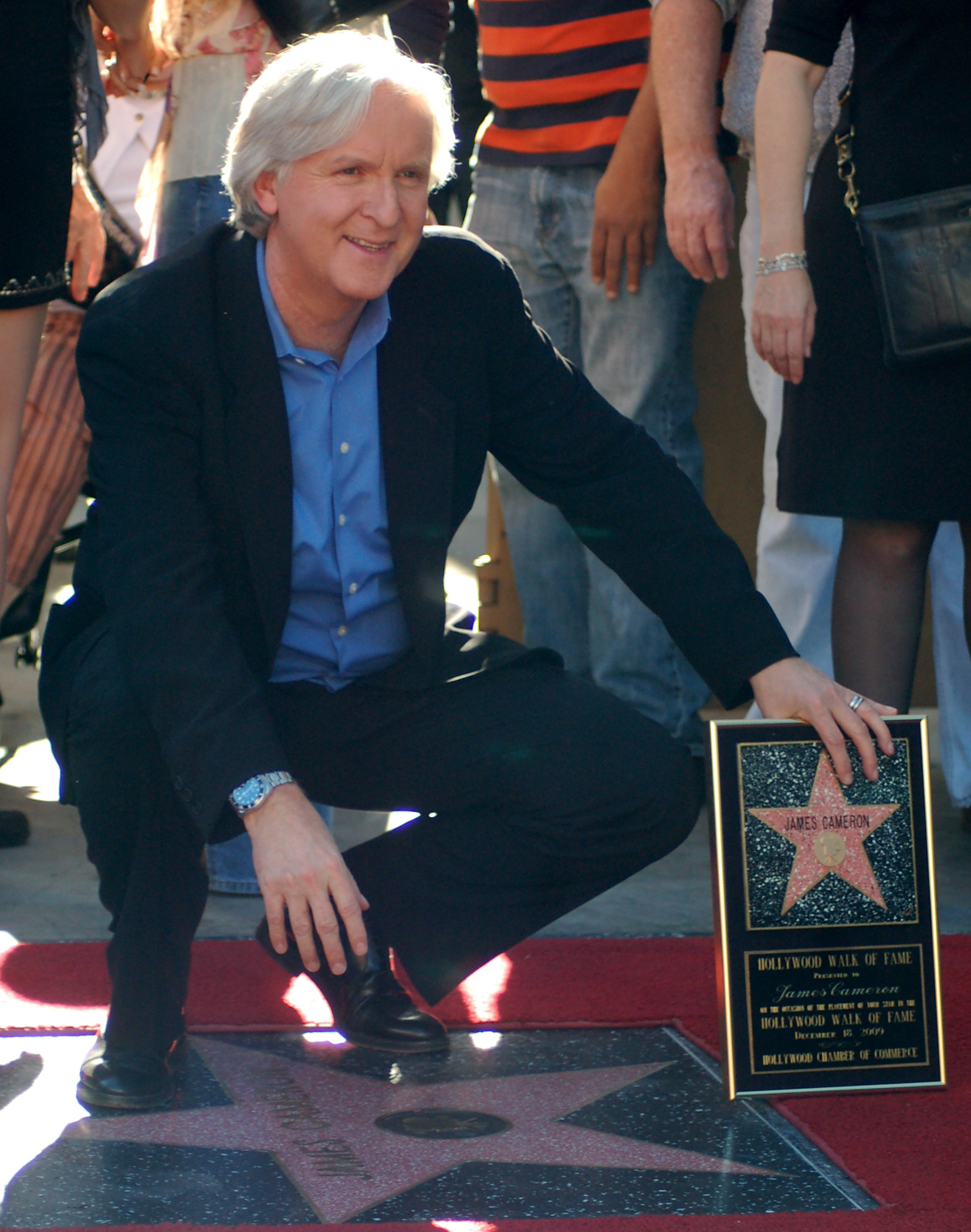
James Cameron filmrendező a csillaga 2009-es felavatásakor

Minden évben átlagosan 200 jelölés érkezik a Hollywoodi Kereskedelmi Kamarához, ahol a csillagok kiválasztására külön bizottságot hoztak létre. Bárki jelölhet bárkit, aki a szórakoztatóiparban tevékenykedik, amennyiben a jelölt vagy a menedzsmentje a jelöléshez hozzájárul. A jelöltnek legalább öt év tapasztalattal kell rendelkeznie a kategóriában, amiben jelölik, és „jótékonysági tevékenységet” kell folytatniuk. Posztumusz jelölés esetén a jelöltnek legalább öt éve halottnak kell lennie. A bizottság minden év júniusában kiválaszt 20-24 hírességet, akik megkapják a csillagot. Minden évben egy posztumusz csillag is készül. Azokat, akiket nem választottak ki, a következő évre átviszik újbóli elbírálásra; azokat, akiket két egymást követő évben sem választottak ki, törlik, és az újbóli elbíráláshoz ismét jelölni kell őket. Az élő díjazottaknak bele kell egyezniük, hogy személyesen is részt vesznek az átadási ceremónián. Amennyiben a ceremóniára két éven belül nem sikerül időpontot egyeztetni, újra kell jelölni a személyt. A posztumusz díjazottak csillagavatásán meg kell jelennie egy hozzátartozónak. Az átadóceremónia nyilvános.
A jelöléssel egyidőben 75 000 dolláros díjat kell fizetni, amely tartalmazza a csillag előállításának, kihelyezésének és a sétány fenntartásának a költségét. A díjat általában a jelölő szervezet fizeti, amely lehet egy rajongói klub, filmstúdió, lemezkiadó, televíziócsatorna vagy a jelölt szponzora. Dennis Hopper csillagáért például a Starz kábelcsatorna fizetett, a Crash című sorozat promóciójának részeként.

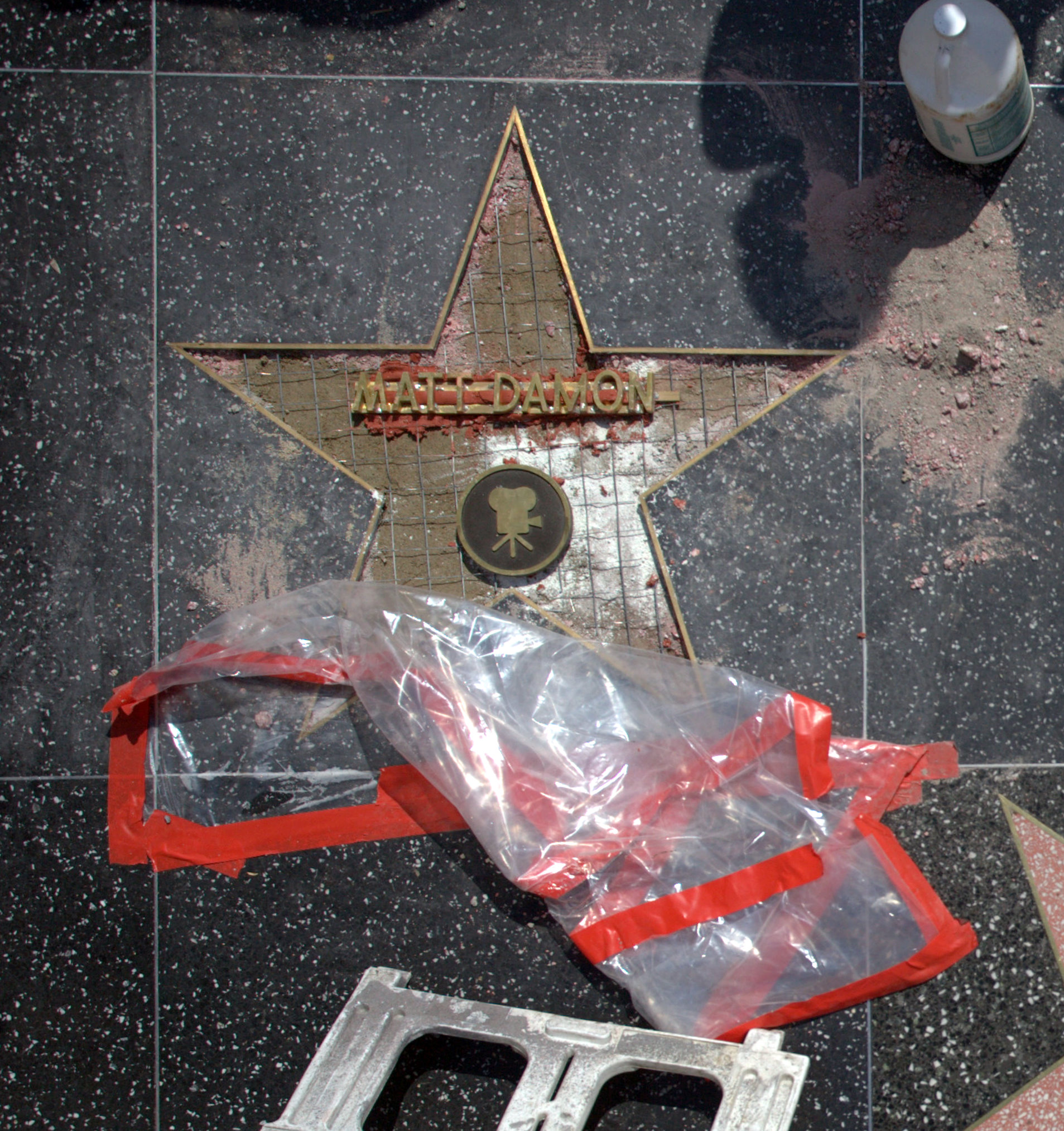
Matt Damon csillagának építési munkálatai 2007-ben

Hagyományosan a bizottság tagjainak kiléte nem nyilvános, kivéve a bizottság elnökéét. Erre azért volt szükség, hogy elkerüljék az érdekütközést, illetve, azt, hogy a hírességek és a képviselőik a bizottságnál lobbizzanak (ez az 1950-es években komoly gondokat okozott). 1999-ben azonban a növekvő nyomásnak eleget téve a kamara közzétette a tagok nevét: Johnny Grant, a bizottság elnöke és a televíziós kategória képviselője; Earl Lestz, a Paramount Studio Group elnöke (film kategória); Stan Spero, a KMPC és KABC rádióállomások korábbi igazgatója (rádiós kategória); Kate Nelson, a Palace Theatre tulajdonosa (színház kategória); és Mary Lou Dudas, az A&M Records alelnöke (zene kategória). Grant halála után Lestz lett a kamara elnöke. A bizottság jelenlegi álláspontja az, hogy minden kategóriát olyan személy képvisel, aki tapasztalattal rendelkezik az adott területen.
2010-ben Lestz helyét John Pavlik, a Filmművészeti és Filmtudományi Akadémia korábbi kommunikációs igazgatója vette át. 2016-ban a bizottság elnöke Maureen Schultz filmproducer volt. 2023-ban Ellen K rádiós személyiség volt a bizottság elnöke.

### A szabályok igazítása

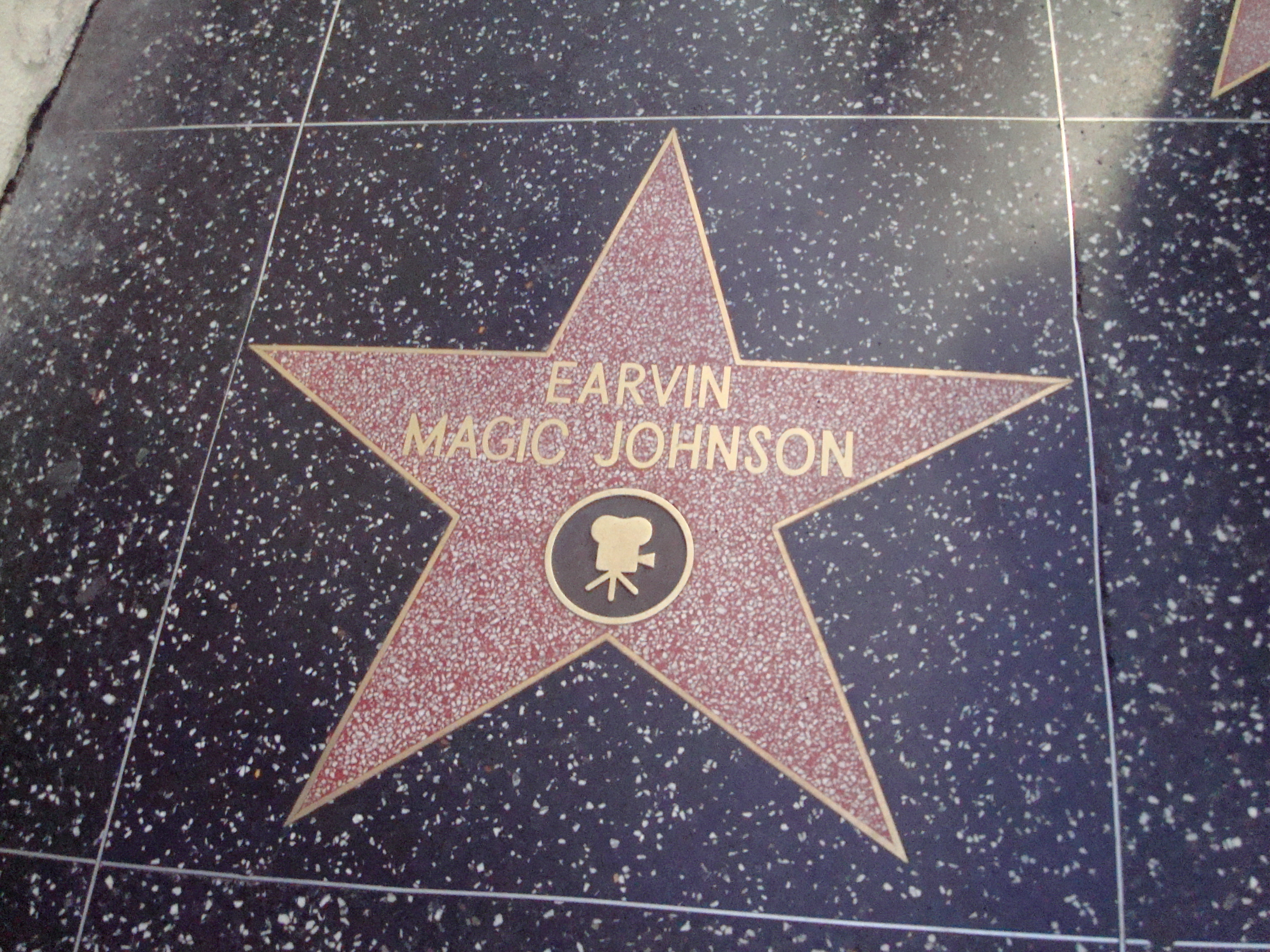
Magic Johnson csillaga

A sétányon elméletben nem kaphat csillagot olyan személy, aki nem tartozik a hat fő kategória egyikébe, de a bizottság több alkalommal is igazított a szabályokon, hogy megindokolhassa egy-egy csillag odaítélését. A sétányon szereplő különleges Apollo–11 csillagok esetében például az asztronautákat a „televíziós iparághoz való hozzájárulásuk” miatt ismerték el. 2005-ben Johnny Grant elismerte, hogy a holdraszállás televíziós szórakoztatásként való klasszifikálása „enyhe túlzás” volt. Magic Johnson annak apropóján kapott csillagot, hogy a tulajdonában volt a Magic Johnson mozihálózat, és a bizottság Sid Graumant hozta fel példaként, aki a Grauman's Chinese Theatre-t építette.
Muhammad Ali azután kapott csillagot, hogy a bizottság úgy döntött, az ökölvívás minősülhet egyfajta „előadásnak”. Ez a csillag az egyetlen, amelyet nem a járdába süllyesztettek, hanem a Dolby Theatre falán kapott helyet. Ez Ali kérésére történt, aki nem akarta, hogy a nevén tapossanak, mert Mohamed prófétáról nevezték el.
A szabályok szerint 1968 óta a díjazottnak meg kell jelennie a felavatási ceremónián. Körülbelül negyvenen utasították ezt vissza. Az egyetlen, aki beleegyezett, hogy részt vesz, de nem jelent meg, Barbra Streisand volt 1976-ban. Csillagát ennek ellenére felavatták. Streisand megjelent, amikor férje, James Brolin felavatta a saját csillagát 1998-ban.

## A Walk of Fame hírességei

### Statisztika
A sétányon már több mint 2700 név szerepel. Kivételes esetekben egyes hírességek akár több csillagot is kaphatnak a sétányon, több kategóriában elért eredményeik elismeréseképp. Gene Autry színész-énekes az egyetlen díjazott, akinek öt kategóriában is van csillaga.
Bob Hope, Mickey Rooney, Roy Rogers és Tony Martin négy csillagot kaptak; Rooney hármat önállóan kapott, a negyediket nyolcadik feleségével Jan Chamberlinnel közösen, Rogersnek szintén három saját csillaga van, a negyediket pedig az együttesével, a Sons of the Pioneersszel közösen kapta.
Harminchárom díjazott kapott három csillagot, köztük Bing Crosby, Frank Sinatra, Jo Stafford, Dean Martin, Danny Kaye és Jack Benny.
A következő díjazottak kaptak két csillagot:
- Dolly Parton, szólómunkásságáért[93] és az Emmylou Harrisszel és Linda Ronstadttal alkotott trióért;[94]
- Michael Jackson,[95] szóló előadóként és a The Jackson 5 tagjaként;[96]
- Diana Ross, szólóelőadóként és a The Supremes tagjaként;[97][98]
- Smokey Robinson, szólóelőadóként és a The Miracles tagjaként;[99][100]
- John Lennon, Paul McCartney, George Harrison és Ringo Starr külön-külön és a The Beatles tagjaiként;[101]
- George Eastman ugyanazért a teljesítményért két csillagot is kapott: a celluloidfilm feltalálásáért;[102]
- Walt Disney, a filmes és a televíziós kategóriában;[103] valamint Mickey egérnek (akinek Walt Disney volt az eredeti szinkronhangja) és Disneylandnek is van csillaga;[104]
- Bette Davis a film és televízió kategóriában;[105]
- Alfred Hitchcock a film és televízió kategóriában;[106]
- Jean Hersholt, a film és rádió kategóriában;[107]
- Hattie McDaniel, a film és rádió kategóriában;[108]
- Judy Garland, a film és a zene kategóriában;[109]
- Arlene Francis(wd), a rádió és televízió kategóriában;[110]
- Cass Daley(wd), a rádió és televízió kategóriában;[111]
- Brekinek(wd) egy csillaga önállóan és egy a Muppet Show részeként;[112][113]

Cher nem szerepel a listán, mivel 1983-ban nem volt hajlandó részt venni az átadási ceremónián, ami kötelező feltétele a csillag lerakásának. 1998-ban azonban megjelent a Sonny & Cher csillag leleplezésénél, exférje, Sonny Bono emléke előtt tisztelegve.

### Foglalkozások szerint

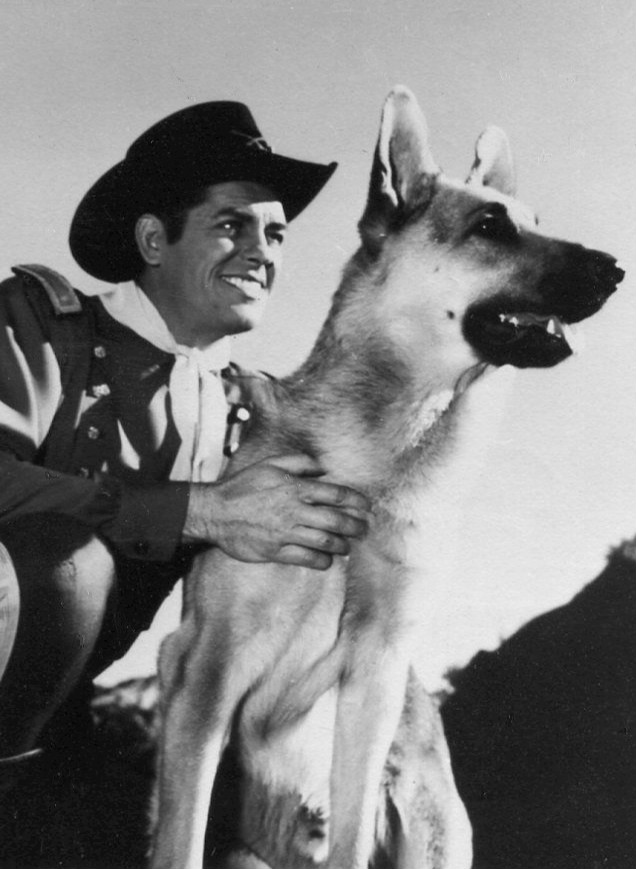
Rin Tin Tin az egyik kutyaszínész, akinek csillaga van a sétányon

A Westmore család tagjai a filmipari sminkeffektek terén elért eredményeikért kaptak csillagot. Sminkmesterek közül Max Factornak, John Chambersnek és Rick Bakernek van még csillaga a sétányon. Különleges effektek terén elért eredményeikért Ray Harryhausen, Dennis Muren és Stan Winston kapott csillagot. Két jelmeztervező rendelkezik csillaggal a sétányon: a nyolcszoros Oscar-díjas Edith Head, és az első afroamerikai Oscar-díjas jelmeztervező, Ruth E. Carter.
Két regényírónak van csillaga, az egyikük Sidney Sheldon, aki forgatókönyvíróként kapta az elismerést, még mielőtt regényíróvá vált volna, a másik Ray Bradbury, akinek történetei több tucat film és televíziós műsor alapjául szolgáltak.
Kilenc feltaláló kapott helyet a sétányon: George Eastman, a celluloidfilm feltalálója; Thomas Edison az első igazi filmvetítő feltalálója, akinek számos más találmánya is kapcsolódik a filmiparhoz; Lee de Forest, az Audion trióda feltalálója, amely kulcsfontosságú része volt a korai rádiózásnak és televíziózásnak; Herbert Kalmus, a Technicolor feltalálója; Auguste és Louis Lumière, a kinematográf feltalálói; Mark Serrurier a vágáshoz használt technológia kifejlesztéséért; Hedy Lamarr, az egyidejű frekvenciaváltás rádiókommunikációs módszer társfeltalálója, mely nélkül nem létezne a GPS, a Wi-Fi vagy a Bluetooth technológia; valamint Ray Dolby, a Quadruplex orsós videószalag társfeltalálója és a Dolby zajcsökkentő rendszer kifejlesztője.
A Walk of Fame-en néhány politikus is kapott csillagot, igaz nem politikai tevékenységükért. Két elnöknek van csillaga: Ronald Reagannek és Donald Trumpnak. Reagan kaliforniai kormányzó is volt, a másik kormányzó, akinek csillaga van, Arnold Schwarzenegger. Egy szenátornak (George Murphy musicalszínész) és két képviselőnek (Helen Gahagan színésznő és Sonny Bono zenész) van csillaga a sétányon. Ignacy Paderewski az egyetlen európai kormányfő, aki csillagot kapott; ő a két világháború között rövid ideig Lengyelország miniszterelnöke volt, Amerikában zenei karriert futott be.
2005-ben, fennállása 50. évfordulóján Disneyland is kapott egy csillagot, a Hollywood Boulvardon, a Disney's Soda Fountain üdítőivó közelében. Vállalatok csak akkor kaphatnak csillagot, ha legalább 50 éve van valamilyen közük a hollywoodi showbusinesshez. Bár technikailag a csillag nem része a sétánynak (egy városi rendelet tiltja, hogy cégek neve rákerülhessen), mellette helyezték el.
Két színészkutyának van csillaga a sétányon: Rin Tin Tinnek és Strongheartnak.
2025-ben Billie Jean King volt teniszező lett az első női sportoló, aki a sport-szórakoztatás kategóriában csillagot kapott a sétányon.

### Fiktív szereplők csillagai

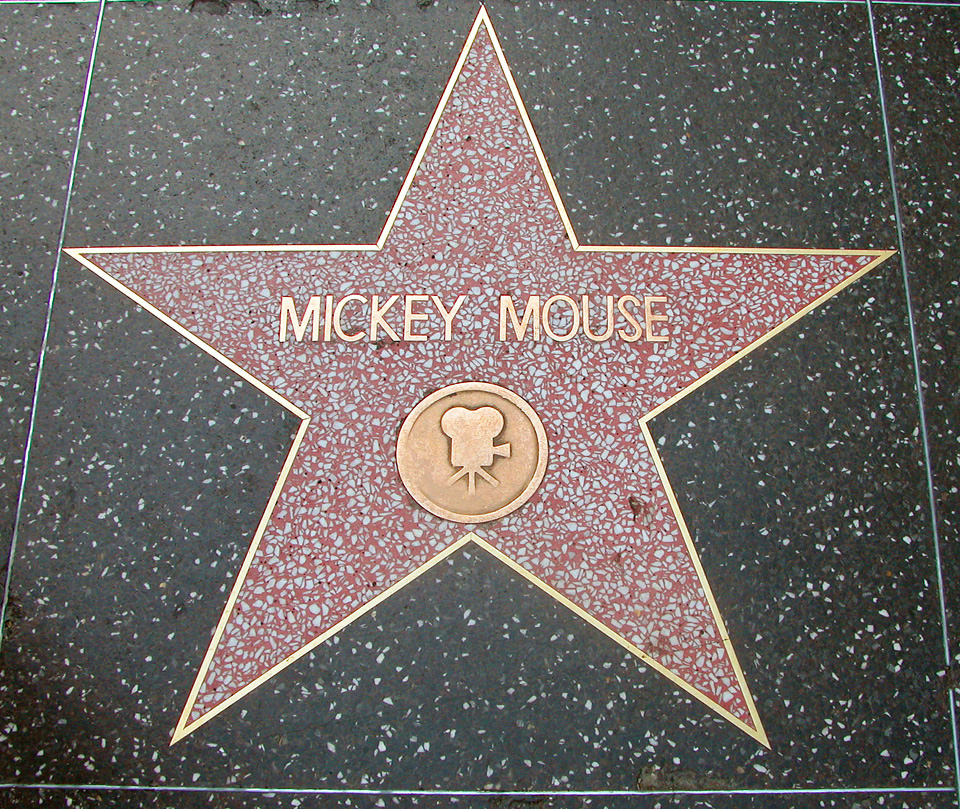
Mickey egér csillaga

Mickey egér volt az első animációs szereplő, aki csillagot kapott a sétányon 1978-ban. Párja, Minnie egér csak 40 évvel később csatlakozhatott hozzá a sétányon. Egyéb Disney-karaktereknek is van csillaga, például Donald kacsának, Micimackónak és Hófehérkének. Olyan szereplők is csillagot kaptak, mint a kaidzsú Godzilla, Lassie, a Paul Reubens-alakította Pee-wee Herman, Shrek vagy a Simpson család.
Jim Henson bábművész saját csillagán túl három alkotása is helyet kapott a sétányon: a Muppetek társulata, Breki és Nagy madár a Szezám utcából.

### Magyar vonatkozású csillagok

#### Magyar hírességek

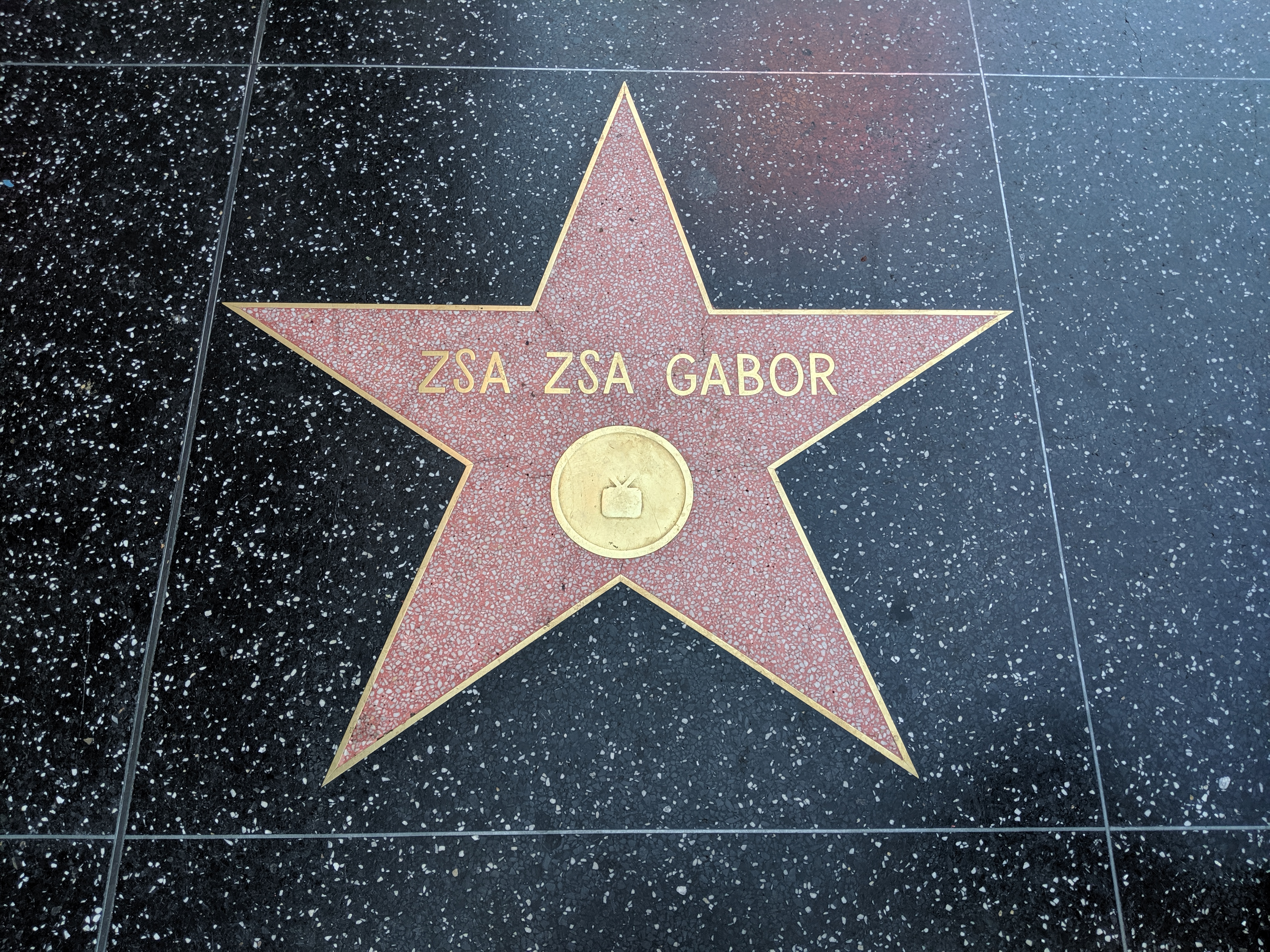
Gábor Zsazsa csillaga

A csillagot kapott magyar hírességek listája a ceremónia évével, ábécérendben:
- Bánky Vilma (1960)[159]
- William Fox (1960)[160]
- Gábor Zsazsa (1960)[161]
- Gábor Éva (1984)[162]
- Hajmássy Ilona (1960)[163]
- Harry Houdini (1975)[164]
- Kertész Mihály (1960)[165]
- Al Lichtman(wd) (1960)[166]
- Peter Lorre (1960)[167]
- Lugosi Béla (1960)[168]
- Lukács Pál (1960)[169]
- Ormándy Jenő (1960)[170]
- George Pal (1960)[171]
- Joe Pasternak (1984)[172]
- Joe Penner(wd) (1960)[173]
- Szigeti József (1960)[174]
- Vidor Károly (1960)[175]
- Jules White(wd) (1960)[176]
- Adolf Zukor (1960)[177]

#### Hírességek magyar háttérrel

Drew Barrymore csillaga

Hírességek, akiknek felmenői között vannak magyarok (vagy másképpen magyar vonatkozásúak), a ceremónia évével zárójelben, ábécérendben:
- Drew Barrymore (2004): anyja Makó Ildikó;[178][179]
- George Cukor (1960): magyar felmenők, de már Amerikában született;[180]
- Tony Curtis (1960): magyar szülők gyermeke, de már Amerikában született;[181]
- Jamie Lee Curtis (1998): Tony Curtis lánya;[182]
- Peter Falk (2013): anyai nagyapja feltehetően magyar volt;[183][184]
- Mariska Hargitay (2013): Hargitay Miklós nevelt lánya;[185][186]
- Leslie Howard (1960): apja magyar, de már az Egyesült Királyságban született;[187]
- Ernie Kovacs (1960): apja magyar, de már Amerikában született;[188]
- Paul Newman (1994): magyar származású szülők gyermeke, de már Amerikában született;[189]
- Johnny Weissmuller (1960): Szabadfaluban született, sváb nemzetiségű.[190]

## Különlegességek és furcsaságok

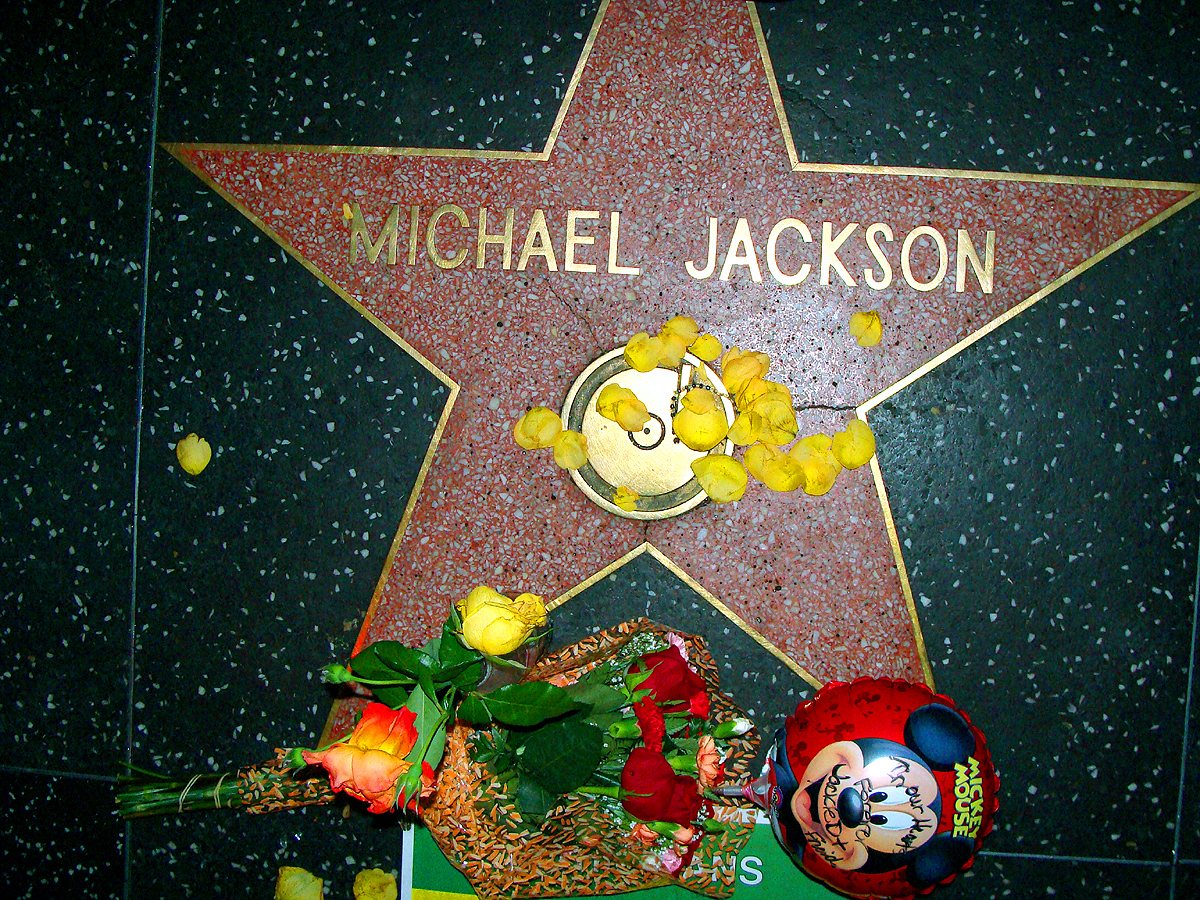
Michael Jackson énekes csillaga rajongói virágokkal. Az azonos nevű rádiókommentátor csillaga egy másik címen található

16 olyan személynek van csillaga, aki egyszavas művésznevet használ (például Liberace, Pink, Roseanne vagy Slash). Clayton Moore neve annyira összenőtt a Lone Ranger karakterével, hogy a saját neve mellett a szereplőét is feltüntették a csillagon. A másik ilyen csillag Tommy Riggsé, akinek Betty Lou nevű rádiós karaktere is szerepel a csillagán. A legtöbb egyént képviselő csillaga az Óz, a csodák csodája című filmben szereplő „aprónépnek” van: 122 felnőtt és 12 gyerek (más forrásban 114 felnőtt és 10 gyerek) kapta a csillagot közösen.
Két-két csillag azonos nevű emberekhez tartozik. Két Harrison Ford-csillag van a sétányon, az egyik a a némafilmszínészé (a 6665 Hollywood Boulevard címen), a másik a nemzetközileg jóval ismertebb színészé (a 6801 Hollywood Boulevard címen a Dolby Theatre előtt). Két Michael Jackson-csillag is található a sétányon, az egyik a népszerű énekesé (a 6927 Hollywood Boulevard címen), a másik a rádiókommentátoré (az 1597 Vine Street címen).
A Walk of Fame-en többségében amerikai állampolgár (vagy az Egyesült Államokban élő) hírességek kaptak csillagot, a kivételek közé tartozik például a maláj állampolgár Michelle Yeoh, a kínai állampolgár Jackie Chan, az olasz Gina Lollobrigida, vagy az osztrák állampolgárságú Christoph Waltz.

### A Chaplin-fiaskó
Charlie Chaplin az egyetlen olyan jelölt, akit kétszer is kiválasztottak ugyanarra a csillagra. 1956-ban teljes egyetértésben szavazta meg a bizottság az első 500 kitüntetett személy közé, végül mégis úgy döntöttek, hogy nem kaphat csillagot erkölcsi okokból (Chaplint a Mann-törvény megsértésével vádolták, bár felmentették a vádak alól az 1940-es évek leánykereskedelem-hisztériája közepette), valószínűbb azonban, hogy baloldali nézetei miatt. Emiatt fia, Charles Chaplin Jr. pert is indított, sikertelenül. Chaplin csillagát végül 1972-ben mégis lerakták a sétányon, abban az évben, amikor Oscar-díjat is kapott. A kereskedelmi kamara még ekkor is kapott dühös leveleket az ország minden pontjáról, amiért megkaphatta a csillagot.
Állítólagosan a Chaplin-fiaskó is hozzájárult ahhoz, hogy a bizottság 1978-ban az ellentmondásos Paul Robeson (színész, énekes, ügyvéd és polgári jogi aktivista) csillaga ellen szavazott. Akkora volt a felbolydulás a szórakoztatóiparban, a civil szférában és a politikai körökben is, hogy a döntést visszavonták és Robeson 1979-ben megkapta a csillagot.

### Hibák

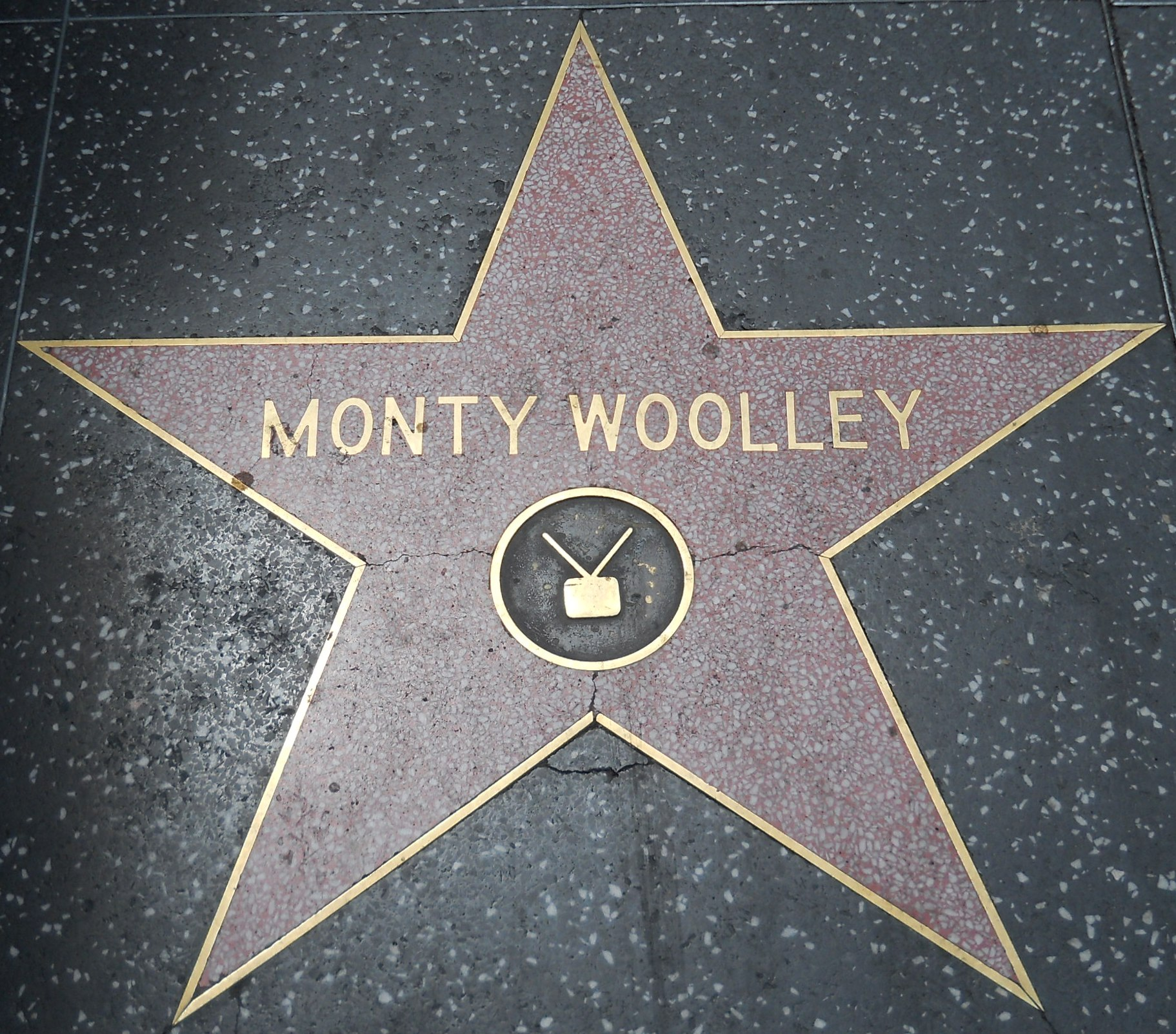
Monty Woolley csillagán a televízió embléma szerepel, bár a filmipari kategóriában kapta az elismerést

1993-ban Dick Van Dyke csillagára véletlenül „Vandyke” került, de kijavították. 2010-ben Julia Louis-Dreyfus csillagát is hibásan készítették el, „Julia Luis Dreyfus” felirattal. A színésznő jót nevetett az eseten, a hibát pedig korrigálták. Don Haggerty film- és televíziós színész csillagára eredetileg a Dan utónév került, amit javítottak is, ám évekkel később Dan Haggerty tévészínész is kapott csillagot (aki nem áll rokonságban Donnal). A zavaros helyzet miatt városi legenda lett, hogy Dan Haggerty az egyetlen személy, akinek a csillagát levették a sétányról. Mauritz Stiller svéd filmrendező – aki Greta Garbót az Egyesült Államokba vitte – csillagán 28 évig szerepelt hibásan a neve „Maurice Diller” alakban, valószínűleg szóbeli diktálás következtében. A feliratot végül 1988-ban kijavították.
Négy csillag továbbra is hibás: Lotte Lehmann operaénekesnőé („Lottie”-ként szerepel); Merian C. Cooperé, aki a King Kong rendezője és a Cinerama úttörője („Meriam”); Auguste Lumière-é („August”); és a rádiókomikus Mary Livingstone-é („Livingston”).
Monty Woolley veterán színészt (A férfi, aki vacsorára jött, 1942) hivatalosan a film kategóriában díjazták, a csillagon azonban a televízió kategória emblémája látható. Woolley ugyan szerepelt a televízióban a pályafutása vége felé, de hírnevét színházi, filmes és rádiós munkájának köszönhette. Carmen Miranda filmszínésznő csillagán is hasonlóképp televíziós embléma van, bár a filmipari kategóriában jelölték. Larry King talkshow-műsorvezető a televízió kategóriában kapott csillagot, de azon filmkamera embléma szerepel.

## Lopás és vandalizmus
A sétány csillagainak egy része vandalizmus áldozatául esett, voltak, amelyekre káromkodásokat vagy politikai szlogeneket firkáltak filctollal vagy festékkel, és olyanok is, amelyeket nehéz tárggyal tettek tönkre. Vandálok megpróbálták kiszedni a nevek alatti emblémákat is, de ellopták már a Four Ladies of Hollywood (Hollywood négy hölgye) ezüstpavilon egy komponensét is. A Hollywood Boulevard-on a La Brea Avenue és a Vine Street között térfigyelő kamerákat szereltek fel, hogy elvegyék a vandálok és tolvajok kedvét.
A sétányról négy, egyenként 140 kilogramm tömegű csillagot loptak el. 2000-ben James Stewart és Kirk Douglas csillagai tűntek el, amikor ideiglenesen felszedték őket építkezési munkálatok miatt. A csillagokat az építkezésen dolgozó egyik munkás tulajdonította el, az ő South Gate-i otthonában bukkantak rájuk a rendőrök. A csillagokat újra kellett gyártani, annyira megrongálódtak. Gene Autry öt csillagának egyikét is ellopták. 2005-ben tolvajok betonhézagvágó segítségével szedték fel Gregory Peck csillagát. A tetteseket nem sikerült elkapni, a csillagot újra el kellett készíteni.

### Donald Trump csillaga

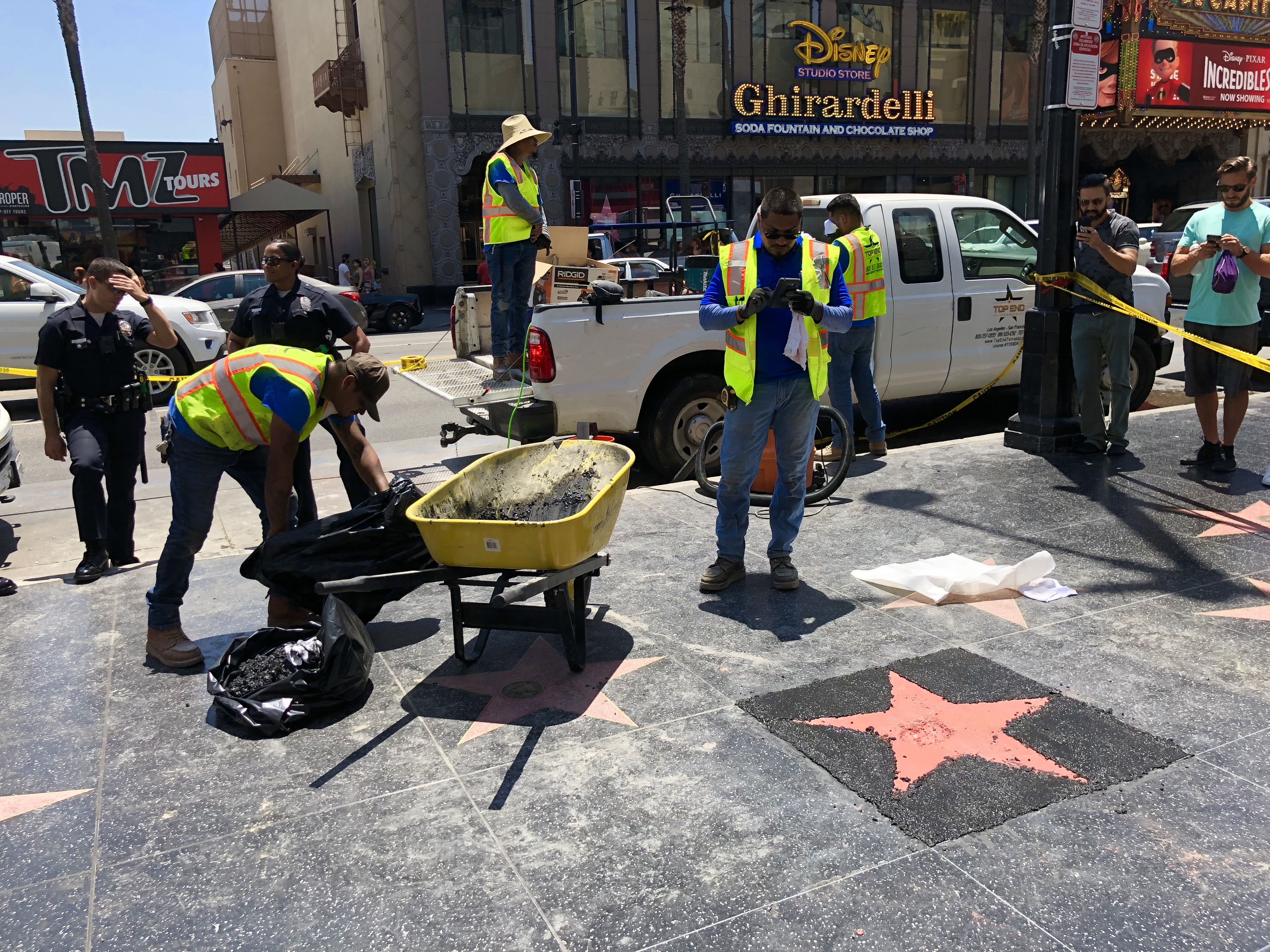
Trump csillagának javítása 2018 júliusában

Donald Trump a Miss Universe szépségverseny producereként kapta a csillagot a Walk of Fame-en. A csillagot többször is vandalizálták, 2016-ban az elnökválasztás alatt egy James Otis nevű férfi, aki állítólagosan az Otis Worldwide liftgyártó vállalat egyik örököse, kőtörő kalapáccsal és csákánnyal esett neki a csillag sárgaréz öntvényeinek. Beismerte a tettét, melyért három év próbaidőt kapott. A csillagot kijavították, Trump támogatói demonstrációkat szerveztek a helyszínen, mígnem 2018 júliusában egy Austin Clay nevű férfi újra megrongálta. Clay feladta magát, az óvadékát James Otis fizette ki. Clay egy nap börtönt kapott, három év próbaidőt és 20 nap közmunkára ítélték. Elrendelték, hogy pszichológiai tanácsadásra kell mennie és 9404 dollár kártérítést kellett fizetnie a kereskedelmi kamarának. 2018. december 18-án a csillagot horogkeresztekkel firkálták össze alkoholos filccel, majd 2020. október 2-án újra vandalizálták.
2018 augusztusában Nyugat-Hollywood városi tanácsa egy határozatban egybehangzóan kérte a csillag eltávolítását a többszöri vandalizmus miatt. A határozat szimbolikus volt, mivel a tanács nincs befolyással a sétányra. Aktivisták is követelték az olyan ellentmondásos hírességek csillagainak eltávolítását, mint amilyen Trump, Bill Cosby, Kevin Spacey vagy Brett Ratner. A kamara erre azt válaszolta, hogy a sétány történelmi emlékműnek minősül, ha egy csillag felkerült rá, akkor a sétány történelmének részévé vált, így nem lehet eltávolítani.

## Hollywood and La Brea Gateway

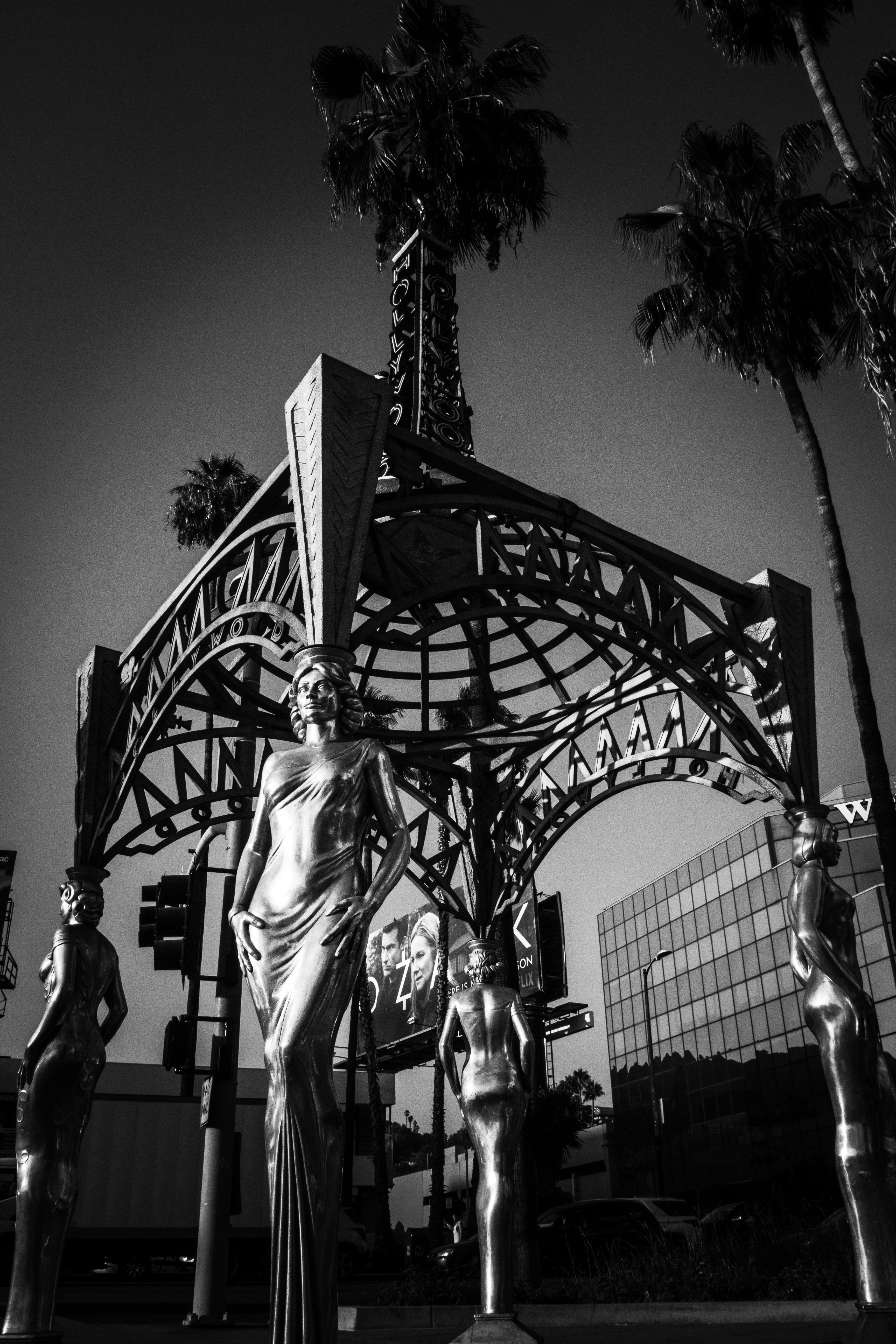
A Four Ladies of Hollywood pavilon jelzi a sétány végét, illetve kezdetét

A Hollywood and La Brea Gateway egy 1993-ban készült öntöttacél installáció, melyet Catherine Hardwicke tervezett. A szobor népszerű neve The Four Ladies of Hollywood (Hollywood négy hölgye), és a Los Angeles-i Közösségi Újjáépítési Iroda művészeti programja rendelte meg a szórakoztatóipar soknemzetiségű női szereplői előtt tisztelegve. Az installáció egy rozsdamentes acélból készült art déco pavilon, kupolával, melyen egy obeliszk található. Az obeliszk mind a négy oldalán a Hollywood felirat olvasható neonbetűkkel. A tetején egy aranyozott, szélkakas-szerű kis szobor Marilyn Monroe-t ábrázolja a híres felfújt szoknyás pózban. A szerkezet négy sarkában négy női alak (kariatida) támasztja meg a kupolát. A szobrokat Harl West készítette, és az afroamerikai Dorothy Dandridge-et, az ázsiai-amerikai Anna May Wongot, a mexikói Dolores del Ríót és a brooklyni Mae Westet ábrázolják. Az installáció a sétány nyugati végében áll a Hollywood Boulevard és a North La Brea Avenue sarkán.
A pavilont vegyes fogadtatások közepette avatták fel 1994. február 1-jén. A Los Angeles Times művészeti kritikusa, Christopher Knight „az utóbbi évek leglehangolóbban szörnyű köztéri műalkotásának” nevezte, amely épp az ellenkezőjét fejezi ki Hardwicke szándékainak: „A szexet, mint a nők történelmi kapuját Hollywoodba nem is lehetne kifejezőbben leírni”.
Gail Choice független író és filmproducer szerint az installáció méltó tisztelgés az úttörő és bátor nők egy csoportja előtt, akik „hatalmas terhet cipeltek női vállukon”. „Legmerészebb álmaimban sem hittem volna, hogy valaha is színesbőrű nőket fogok látni ilyen kreatív és csodálatos módon megörökítve.” Hardwicke azt állította, hogy a kritikusok nem értették meg a szerkezet humorát és szimbolikáját, amely „felöleli és kigúnyolja a csillogást, az Oscar fényezett fémes férfialakját, valamint a stílusok és álmok egyvelegét, amely áthatja Tinseltownt”.
2019 júniusában a Monroe-szobrot Austin Clay eltulajdonította a pavilon tetejéről. Ő volt az, aki Donald Trump csillagát vandalizálta egy évvel korábban.

## Tiszteletnyilvánítás

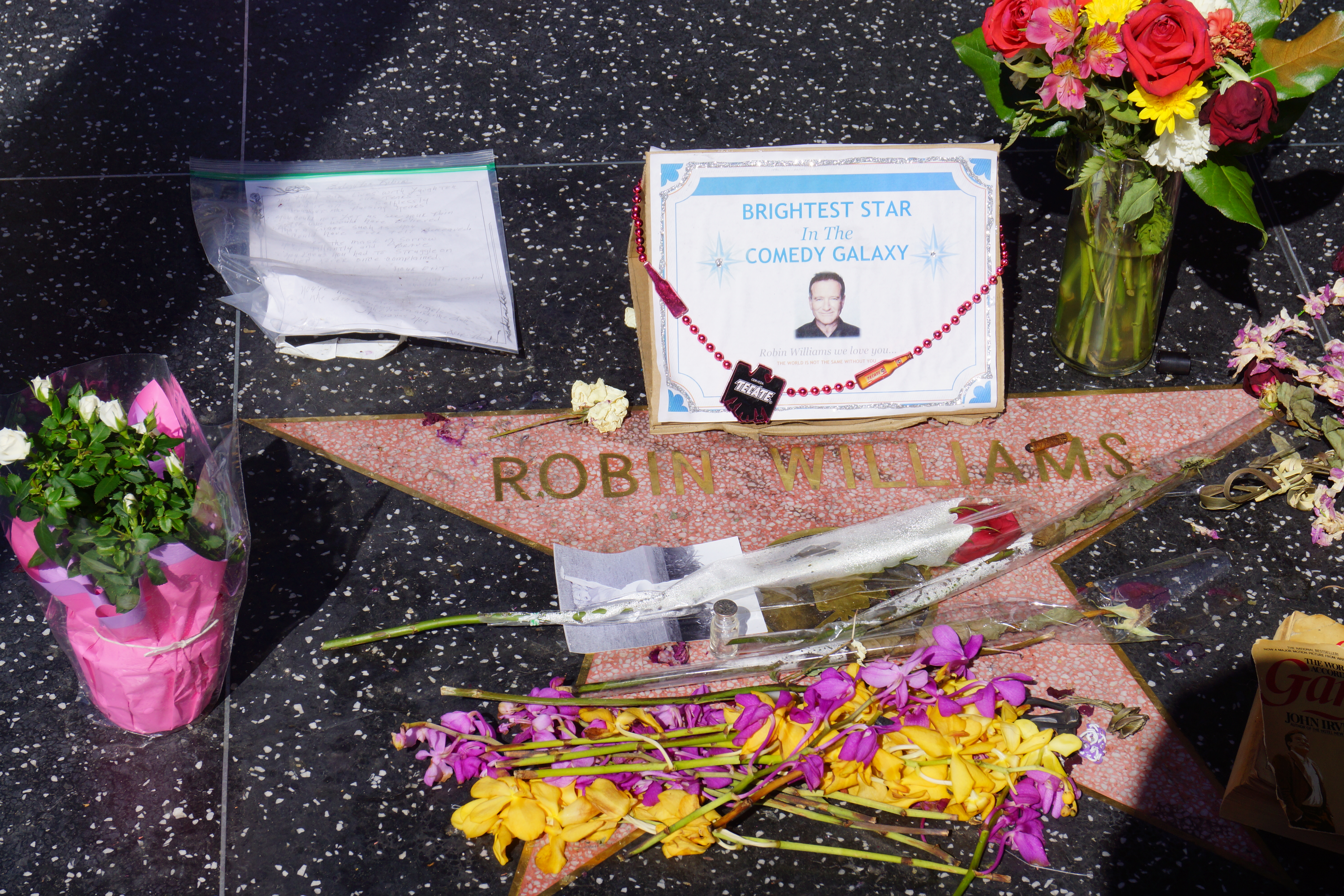
Robin Williams csillaga nem sokkal a halálát követően

Egyes rajongók a csillagoknál róják le tiszteletüket az adott híresség előtt, virágokkal vagy más szimbolikus tárgyak elhelyezésével. Mások másképpen fejezik ki a támogatásukat; Julio Iglesias csillagát például egy csapat idős hölgy tartja tisztán, havonta egyszer letakarítják és polírozzák.
Gyakori, hogy amikor egy híresség meghal, a csillagánál virágokat és gyertyákat helyeznek el. Ez történt például Elizabeth Taylor, Frank Sinatra, Robin Williams, Joan Rivers, George Harrison, Aretha Franklin, Stan Lee, és Betty White esetében is.
A kereskedelmi kamara maga is helyezett ki virágokat elhunyt díjazottak esetében, például amikor Bette Davis elhunyt 1989-ben, vagy Jackie Cooper halálakor 2011-ben.

## Fordítás
- Ez a szócikk részben vagy egészben  a   Hollywood Walk of Fame című angol Wikipédia-szócikk ezen változatának fordításán alapul.  Az eredeti cikk szerkesztőit annak laptörténete sorolja fel. Ez a jelzés csupán a megfogalmazás eredetét és a szerzői jogokat jelzi, nem szolgál a cikkben szereplő információk forrásmegjelöléseként.